# Exploração espacial antes de 1951
O voo espacial como um empreendimento prático começou durante a Segunda Guerra Mundial com o desenvolvimento de foguetes operacionais movidos a combustível líquido. Começando a vida como uma arma, o V-2 foi pressionado para um serviço pacífico após a guerra no Campo de Teste de Mísseis de White Sands dos Estados Unidos, bem como em Kapustin Yar da União Soviética. Isso levou ao florescimento de projetos de mísseis, preparando o cenário para a exploração do espaço. O pequeno foguete americano WAC Corporal evoluiu para o Aerobee, um foguete de sondagem muito mais poderoso. A exploração do espaço começou para valer em 1947 com o voo do primeiro Aerobee, 46 dos quais haviam voado no final de 1950. Esses e outros foguetes, tanto soviéticos quanto americanos, retornaram os primeiros dados diretos sobre densidade do ar, temperatura, partículas carregadas e campos magnéticos na atmosfera superior da Terra.
Em 1948, a Marinha dos Estados Unidos havia evoluído o projeto do V-2 para o Viking, capaz de atingir mais de 160 km de altitude. O primeiro Viking a realizar essa façanha, o número quatro, o fez em 10 de maio de 1950. A União Soviética desenvolveu uma cópia virtual do V-2 chamada R-1, que voou pela primeira vez em 1948. Seu sucessor de longo alcance, o R-2, entrou no serviço militar em 1950. Este evento marcou a entrada de ambas as superpotências na era pós-V-2 dos foguetes.

## Origens e desenvolvimento de foguetes
A era dos voos espaciais começou em 1942 com o desenvolvimento do foguete V-2 (A-4) como um míssil balístico pela Alemanha Nazista, o primeiro veículo capaz de atingir a fronteira espacial de 100 quilômetros (conforme definido pela Federação Aeronáutica Internacional). Em 20 de junho de 1944, um V-2 (MW 18014) foi lançado verticalmente, atingindo uma altura de 174.6 quilômetros.
Os anos do pós-guerra viram um rápido desenvolvimento da tecnologia de foguetes por ambas as superpotências, impulsionado pelas dezenas de V-2 e centenas de especialistas alemães que acabaram sob custódia da União Soviética e dos Estados Unidos.:216–7:226:43 O V-2, projetado para carregar uma ogiva horizontalmente em vez de missões científicas verticais, era um foguete de sondagem ineficiente, enquanto o foguete de sondagem americano WAC Corporal era pequeno demais para carregar muitos equipamentos científicos.:250 Em 1946, a Marinha dos Estados Unidos começou a desenvolver seu próprio foguete de sondagem pesado, o Viking, derivado em parte do V-2.:21–25:236 O Aerobee foi desenvolvido a partir do WAC Corporal para elevar cargas úteis mais leves.:250–1
A União Soviética iniciou o desenvolvimento militar do R-1, uma cópia do V-2 com modificações destinadas a melhorar a confiabilidade, em 1947.:41, 48 Os testes de voo deste primeiro míssil de combustível líquido de fabricação soviética começaram em 13 de setembro de 1948,:129 e o foguete entrou no serviço militar em 1950.:135 Também a partir de 1947, dois foguetes avançados com alcance de 600 quilômetros, o G-1 (ou R-10) projetado por emigrantes alemães e o R-2 projetado pela União Soviética, competiam por equipes de engenharia e produção limitadas, o último vencendo no final de 1949:65 e sendo colocado em serviço em 1951.:274 O projeto de plano para o alcance de 3.000 quilômetros R-3 foi aprovado em 7 de dezembro de 1949,:67 embora nunca tenha sido desenvolvido, os projetos posteriores provaram-se mais úteis e viáveis.:275–6

## Exploração espacial

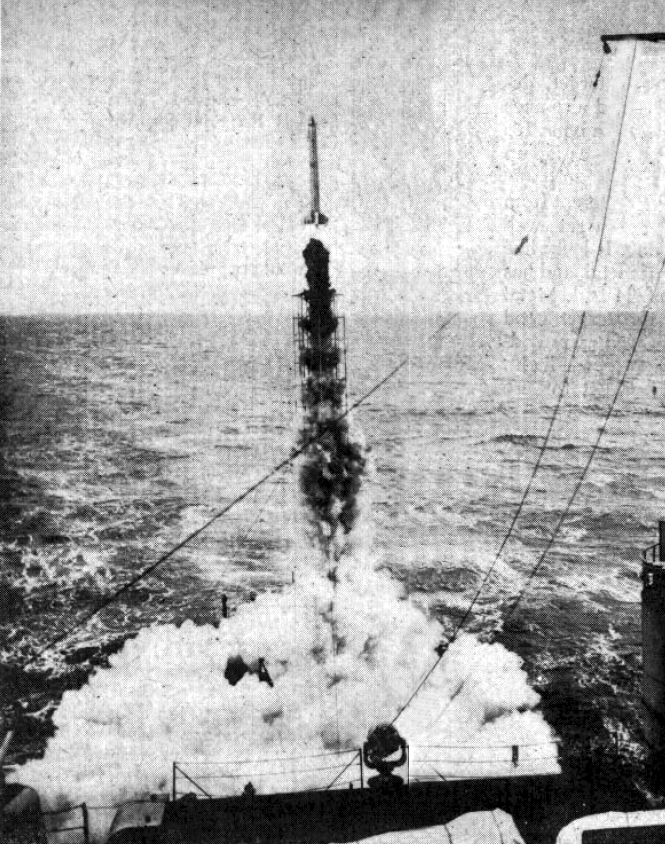
Lançamento do Aerobee no mar

### V-2, WAC Corporal e R-1A
Os V-2 capturados da Alemanha Nazista no final da Segunda Guerra Mundial foram usados em missões científicas e de engenharia pelos Estados Unidos e pela União Soviética. Os primeiros 25, V-2 capturados foram lançados nos 15 meses a partir de 15 de março de 1946.:398 No final de 1950, mais de 60 foram lançados pelos americanos, a maioria deles equipados com instrumentos de pesquisa.:6 As primeiras cargas biológicas lançadas para grandes altitudes foram enviadas em V-2, começando com sementes e moscas das fruta em 1947, seguidas por ratos e macacos de 1948 em diante.
O V-2 também foi usado em experimentos iniciais com foguetes de dois estágios: O Projeto Bumper combinou o primeiro estágio do V-2 com o WAC Corporal como segundo estágio. Em 24 de fevereiro de 1949, o Bumper 5 estabeleceu um recorde de altitude de 417 quilômetros.:257–8 Cerca de 10 WAC Corporal também foram lançados por conta própria neste período.:6
A União Soviética lançou 11, V-2 capturados em 1947.:41 Três dos V-2 lançados pela União Soviética em 1947 carregavam pacotes de experimentos de 500 kg para medir raios cósmicos em grandes altitudes; pelo menos um retornou dados utilizáveis.:56 Dois R-1A soviéticos (uma variante experimental do R-1 que testou a separação do cone do nariz em altitude) também carregaram equipamento científico durante os testes de lançamento em 1949, mas nenhum retornou dados utilizáveis.

### Aerobee
Lançado pela primeira vez em 24 de novembro de 1947, o híbrido de combustível sólido/líquido, Aerobee rapidamente garantiu uma reputação de confiabilidade. Com o desenvolvimento desses foguetes de sondagem de primeira geração, a exploração da atmosfera superior da Terra e os confins do espaço mais próximos começaram a sério, um total de 46 voos do Aerobee sendo lançados em 1950. Os lançamentos do Aerobee mediram a velocidade e densidade dos raios cósmicos acima de 110 km e fizeram medições de alta altitude do campo magnético terrestre. Câmeras montadas em foguetes Aerobee retornaram as primeiras fotografias aéreas de alta qualidade de regiões consideráveis da Terra, bem como formações de nuvens em grande escala.:251

### Viking

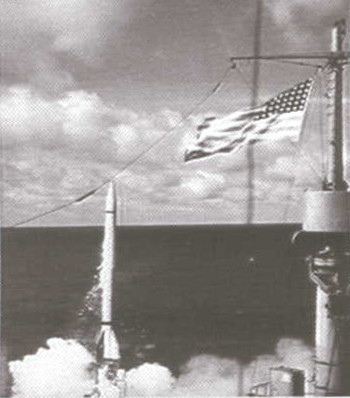
Lançamento do Viking 4

Os Viking 1 e 2, lançados em 1949 do Campo de Teste de Mísseis de White Sands, no Novo México, sofreram um corte prematuro do motor devido a vazamentos da turbina, reduzindo significativamente sua altitude máxima.:98–102 O Viking 3 aprimorado, lançado em 9 de fevereiro de 1950, atingiu 80 km e poderia ter ido mais alto. No entanto, após 34 segundos de voo guiado com precisão, o foguete desviou para o oeste e teve que ser destruído por segurança de alcance.:108–114
Em 10 de maio de 1950, de um local no Oceano Pacífico entre a Ilha Jarvis e a Ilha Christmas, o quarto Viking se tornou o primeiro foguete de sondagem lançado de um navio de alto mar, o USS Norton Sound. Este lançamento foi perfeito, alcançando 171.2 km, mais que o dobro do alcançado pelos Viking anteriores.:108–114
O Viking 5, lançado em 21 de novembro de 1950, carregava uma vasta gama de detectores de radiação. O foguete também carregava duas câmeras de filme para fazer um filme de alta altitude da Terra até a altura máxima de 174 km, bem como medidores Pirani para medir as densidades do ar na alta atmosfera.:148,236 O Viking 6, lançado em 11 de dezembro, teve um desempenho inferior, atingindo uma altitude máxima de 64 km.:151–153,236

## Lançamentos

### 1942
| Data e hora (UTC)            | Foguete                                                  | Foguete     | Número do voo | Local de lançamento    | Local de lançamento    | LSP              | LSP       |
| Data e hora (UTC)            |                                                          | Carga útil  | Operador      | Órbita                 | Função                 | Decaimento (UTC) | Resultado |
| Data e hora (UTC)            | Observações                                              | Observações | Observações   | Observações            | Observações            | Observações      |           |
| ---------------------------- | -------------------------------------------------------- | ----------- | ------------- | ---------------------- | ---------------------- | ---------------- | --------- |
| 13 de junho a 12 de dezembro | V-2                                                      | V-2         |               | Peenemünde, Heidelager | Peenemünde, Heidelager | Wehrmacht        | Wehrmacht |
| 13 de junho a 12 de dezembro |                                                          |             |               |                        |                        |                  |           |
| 13 de junho a 12 de dezembro |                                                          | Wehrmacht   | Suborbital    | Teste de míssil        | Mesmo dia              | Misto            |           |
| 13 de junho a 12 de dezembro | 7 foguetes V-2 lançados em voos de teste, 3 com sucesso. |             |               |                        |                        |                  |           |

### 1943
| Data e hora (UTC)             | Foguete                                                         | Foguete     | Número do voo | Local de lançamento    | Local de lançamento    | LSP              | LSP       |
| Data e hora (UTC)             |                                                                 | Carga útil  | Operador      | Órbita                 | Função                 | Decaimento (UTC) | Resultado |
| Data e hora (UTC)             | Observações                                                     | Observações | Observações   | Observações            | Observações            | Observações      |           |
| ----------------------------- | --------------------------------------------------------------- | ----------- | ------------- | ---------------------- | ---------------------- | ---------------- | --------- |
| 7 de janeiro a 30 de dezembro | V-2                                                             | V-2         |               | Peenemünde, Heidelager | Peenemünde, Heidelager | Wehrmacht        | Wehrmacht |
| 7 de janeiro a 30 de dezembro |                                                                 |             |               |                        |                        |                  |           |
| 7 de janeiro a 30 de dezembro |                                                                 | Wehrmacht   | Suborbital    | Teste de míssil        | Mesmo dia              | Misto            |           |
| 7 de janeiro a 30 de dezembro | 39 foguetes V-2 lançados em voos de teste; pelo menos 9 falhas. |             |               |                        |                        |                  |           |

### 1944
| Data e hora (UTC) | Foguete | Foguete     | Número do voo | Local de lançamento | Local de lançamento | LSP              | LSP       |
| Data e hora (UTC) | | Carga útil  | Operador      | Órbita              | Função              | Decaimento (UTC) | Resultado |
| Data e hora (UTC) | Observações | Observações | Observações   | Observações         | Observações         | Observações      |           |
| ----------------- | --- | ----------- | ------------- | ------------------- | ------------------- | ---------------- | --------- |
| 20 de junho       | V-2 | V-2         |               | Greifswalder Oie    | Greifswalder Oie    | Wehrmacht        | Wehrmacht |
| 20 de junho       | |             |               |                     |                     |                  |           |
| 20 de junho       | MW 18014 | Wehrmacht   | Suborbital    | Teste de míssil     | 20 de junho         | Sucesso          |           |
| 20 de junho       | Primeiro objeto artificial a cruzar a linha de Kármán. Teste vertical, apogeu: 174,6 quilômetros (108,5 mi)                                        |             |               |                     |                     |                  |           |
| 8 de setembro     | V-2 | V-2         |               | Houffalize          | Houffalize          | Wehrmacht        | Wehrmacht |
| 8 de setembro     | |             |               |                     |                     |                  |           |
| 8 de setembro     | | Wehrmacht   | Suborbital    | Teste de míssil     | 8 de setembro       | Sucesso          |           |
| 8 de setembro     | Primeiro uso de combate do V-2 após mais de 100 voos de teste; ~3.000 lançamentos de combate seguidos (veja Lista dos lançamentos de teste do V-2) |             |               |                     |                     |                  |           |

### 1945
| Data e hora (UTC) | Foguete                                                                               | Foguete     | Número do voo | Local de lançamento | Local de lançamento | LSP                           | LSP                           |
| Data e hora (UTC) |                                                                                       | Carga útil  | Operador      | Órbita              | Função              | Decaimento (UTC)              | Resultado                     |
| Data e hora (UTC) | Observações                                                                           | Observações | Observações   | Observações         | Observações         | Observações                   |                               |
| ----------------- | ------------------------------------------------------------------------------------- | ----------- | ------------- | ------------------- | ------------------- | ----------------------------- | ----------------------------- |
| 2 de outubro      | V-2                                                                                   | V-2         |               | Cuxhaven            | Cuxhaven            | Forças Armadas do Reino Unido | Forças Armadas do Reino Unido |
| 2 de outubro      |                                                                                       |             |               |                     |                     |                               |                               |
| 2 de outubro      |                                                                                       |             | Suborbital    |                     | 2 de outubro        | Sucesso                       |                               |
| 2 de outubro      | Primeiro lançamento da Operação Backfire; apogeu: 69,4 quilômetros (43,1 mi)          |             |               |                     |                     |                               |                               |
| 4 de outubro      | V-2                                                                                   | V-2         |               | Cuxhaven            | Cuxhaven            | Forças Armadas do Reino Unido | Forças Armadas do Reino Unido |
| 4 de outubro      |                                                                                       |             |               |                     |                     |                               |                               |
| 4 de outubro      |                                                                                       |             | Suborbital    |                     | 4 de outubro        | Falha parcial                 |                               |
| 4 de outubro      | Apogeu: 17,4 quilômetros (10,8 mi)                                                    |             |               |                     |                     |                               |                               |
| 15 de outubro     | V-2                                                                                   | V-2         |               | Cuxhaven            | Cuxhaven            | Forças Armadas do Reino Unido | Forças Armadas do Reino Unido |
| 15 de outubro     |                                                                                       |             |               |                     |                     |                               |                               |
| 15 de outubro     |                                                                                       |             | Suborbital    |                     | 15 de outubro       | Sucesso                       |                               |
| 15 de outubro     | Presença da imprensa e de observadores internacionais; Apogeu: 64 quilômetros (40 mi) |             |               |                     |                     |                               |                               |

### 1946
| Data e hora (UTC)    | Foguete | Foguete                                      | Número do voo | Local de lançamento | Local de lançamento                                                   | LSP | LSP                                          |
| Data e hora (UTC)    | | Carga útil                                   | Operador      | Órbita | Função                                                                | Decaimento (UTC)                                                                                                 | Resultado                                    |
| Data e hora (UTC)    | Observações | Observações                                  | Observações   | Observações | Observações                                                           | Observações |                                              |
| -------------------- | --- | -------------------------------------------- | ------------- | --- | --------------------------------------------------------------------- | --- | -------------------------------------------- |
| 16 de abril 21:47    | V-2 | V-2                                          |               | Complexo de lançamento 33 do Campo de Teste de Mísseis de White Sands | Complexo de lançamento 33 do Campo de Teste de Mísseis de White Sands | General Electric/Exército dos Estados Unidos                                                                     | General Electric/Exército dos Estados Unidos |
| 16 de abril 21:47    | |                                              |               | |                                                                       | |                                              |
| 16 de abril 21:47    | | WSPG                                         | Suborbital    | Radiação cósmica (Applied Physics Laboratory) | 16 de abril                                                           | Falha de orientação                                                                                              |                                              |
| 16 de abril 21:47    | Primeiro lançamento do Projeto Hermes, apogeu: 8 quilômetros (5,0 mi)                                                                                |                                              |               | |                                                                       | |                                              |
| 10 de maio 21:15     | V-2 | V-2                                          |               | Complexo de lançamento 33 do Campo de Teste de Mísseis de White Sands | Complexo de lançamento 33 do Campo de Teste de Mísseis de White Sands | General Electric/Exército dos Estados Unidos                                                                     | General Electric/Exército dos Estados Unidos |
| 10 de maio 21:15     | |                                              |               | |                                                                       | |                                              |
| 10 de maio 21:15     | | WSPG                                         | Suborbital    | Radiação cósmica | 10 de maio                                                            | Sucesso |                                              |
| 10 de maio 21:15     | Lançamento do Projeto Hermes, apogeu: 112 quilômetros (70 mi), First US spaceflight                                                                  |                                              |               | |                                                                       | |                                              |
| 29 de maio 21:12     | V-2 | V-2                                          |               | Complexo de lançamento 33 do Campo de Teste de Mísseis de White Sands | Complexo de lançamento 33 do Campo de Teste de Mísseis de White Sands | General Electric/Exército dos Estados Unidos                                                                     | General Electric/Exército dos Estados Unidos |
| 29 de maio 21:12     | |                                              |               | |                                                                       | |                                              |
| 29 de maio 21:12     | | General Electric                             | Suborbital    | Radiação cósmica | 29 de maio                                                            | Sucesso |                                              |
| 29 de maio 21:12     | Lançamento do Projeto Hermes, apogeu: 112 quilômetros (70 mi)                                                                                        |                                              |               | |                                                                       | |                                              |
| 13 de junho 23:40    | V-2 | V-2                                          |               | Complexo de lançamento 33 do Campo de Teste de Mísseis de White Sands | Complexo de lançamento 33 do Campo de Teste de Mísseis de White Sands | General Electric/Exército dos Estados Unidos                                                                     | General Electric/Exército dos Estados Unidos |
| 13 de junho 23:40    | |                                              |               | |                                                                       | |                                              |
| 13 de junho 23:40    | | General Electric                             | Suborbital    | Radiação solar, Ionosfera (Laboratório de Radiação Naval) | 13 de junho                                                           | Sucesso |                                              |
| 13 de junho 23:40    | Lançamento do Projeto Hermes, apogeu: 117 quilômetros (73 mi)                                                                                        |                                              |               | |                                                                       | |                                              |
| 28 de junho 19:25    | V-2 | V-2                                          |               | Complexo de lançamento 33 do Campo de Teste de Mísseis de White Sands | Complexo de lançamento 33 do Campo de Teste de Mísseis de White Sands | General Electric/Exército dos Estados Unidos                                                                     | General Electric/Exército dos Estados Unidos |
| 28 de junho 19:25    | |                                              |               | |                                                                       | |                                              |
| 28 de junho 19:25    | | Naval Radiation Laboratory                   | Suborbital    | Radiação cósmica, radiação solar, pressão, temperatura. Ionosfera:336–337 (V-2 NO. 6) | 28 de junho                                                           | Sucesso |                                              |
| 28 de junho 19:25    | Lançamento do Projeto Hermes, apogeu: 108 quilômetros (67 mi)                                                                                        |                                              |               | |                                                                       | |                                              |
| 9 de julho 19:25     | V-2 | V-2                                          |               | Complexo de lançamento 33 do Campo de Teste de Mísseis de White Sands | Complexo de lançamento 33 do Campo de Teste de Mísseis de White Sands | General Electric/Exército dos Estados Unidos                                                                     | General Electric/Exército dos Estados Unidos |
| 9 de julho 19:25     | |                                              |               | |                                                                       | |                                              |
| 9 de julho 19:25     | | General Electric                             | Suborbital    | Radiação cósmica, Ionosfera (Laboratório de Radiação Naval), Biológica (Universidade de Harvard):338–339 (V-2 NO. 7) | 9 de julho                                                            | Sucesso |                                              |
| 9 de julho 19:25     | Lançamento do Projeto Hermes, apogeu: 134 quilômetros (83 mi)                                                                                        |                                              |               | |                                                                       | |                                              |
| 19 de julho 19:11    | V-2 | V-2                                          |               | Complexo de lançamento 33 do Campo de Teste de Mísseis de White Sands | Complexo de lançamento 33 do Campo de Teste de Mísseis de White Sands | General Electric/Exército dos Estados Unidos                                                                     | General Electric/Exército dos Estados Unidos |
| 19 de julho 19:11    | |                                              |               | |                                                                       | |                                              |
| 19 de julho 19:11    | | General Electric                             | Suborbital    | Ionosférico (NRL) | 19 de julho                                                           | Explosão em 28.5 segundos                                                                                        |                                              |
| 19 de julho 19:11    | Lançamento do Projeto Hermes, apogeu: 5 quilômetros (3,1 mi)                                                                                         |                                              |               | |                                                                       | |                                              |
| 30 de julho 19:36    | V-2 | V-2                                          |               | Complexo de lançamento 33 do Campo de Teste de Mísseis de White Sands | Complexo de lançamento 33 do Campo de Teste de Mísseis de White Sands | General Electric/Exército dos Estados Unidos                                                                     | General Electric/Exército dos Estados Unidos |
| 30 de julho 19:36    | |                                              |               | |                                                                       | |                                              |
| 30 de julho 19:36    | | Applied Physics Laboratory                   | Suborbital    | Radiação cósmica, Ionosfera:342–343 (V-2 NO. 9) | 30 de julho                                                           | Sucesso |                                              |
| 30 de julho 19:36    | Lançamento do Projeto Hermes, apogeu: 167 quilômetros (100 mi)                                                                                       |                                              |               | |                                                                       | |                                              |
| 15 de agosto 18:00   | V-2 | V-2                                          |               | Complexo de lançamento 33 do Campo de Teste de Mísseis de White Sands | Complexo de lançamento 33 do Campo de Teste de Mísseis de White Sands | General Electric/Exército dos Estados Unidos                                                                     | General Electric/Exército dos Estados Unidos |
| 15 de agosto 18:00   | |                                              |               | |                                                                       | |                                              |
| 15 de agosto 18:00   | | Universidade de Princeton                    | Suborbital    | Radiação cósmica, Ionosfera:344 (V-2 NO. 10) | 15 de agosto                                                          | Falha de orientação em 13.9 segundos                                                                             |                                              |
| 15 de agosto 18:00   | Lançamento do Projeto Hermes, apogeu: 3 quilômetros (1,9 mi)                                                                                         |                                              |               | |                                                                       | |                                              |
| 22 de agosto 17:15   | V-2 | V-2                                          |               | Complexo de lançamento 33 do Campo de Teste de Mísseis de White Sands | Complexo de lançamento 33 do Campo de Teste de Mísseis de White Sands | General Electric/Exército dos Estados Unidos                                                                     | General Electric/Exército dos Estados Unidos |
| 22 de agosto 17:15   | |                                              |               | |                                                                       | |                                              |
| 22 de agosto 17:15   | | Universidade de Michigan,                    | Suborbital    | Pressão, densidade, ionosfera Aeronomia, brilho do céu | 22 de agosto                                                          | Falha de orientação imediatamente após o lançamento                                                              |                                              |
| 22 de agosto 17:15   | Lançamento do Projeto Hermes |                                              |               | |                                                                       | |                                              |
| 10 de outubro 18:02  | V-2 | V-2                                          |               | Complexo de lançamento 33 do Campo de Teste de Mísseis de White Sands | Complexo de lançamento 33 do Campo de Teste de Mísseis de White Sands | General Electric/Exército dos Estados Unidos                                                                     | General Electric/Exército dos Estados Unidos |
| 10 de outubro 18:02  | |                                              |               | |                                                                       | |                                              |
| 10 de outubro 18:02  | | NRL                                          | Suborbital    | Raio Cósmico, Ionosfera, Temperatura-Pressão, Espectroscopia Solar, Ejeção de Câmera de Gravação de Raios Cósmicos Sementes selecionadas (Harvard), transmissor e receptor de atenuação de jato cruzado:346–347 (V-2 NO. 12) | 10 de outubro                                                         | Sucesso |                                              |
| 10 de outubro 18:02  | Lançamento do Projeto Hermes, apogeu: 164 quilômetros (100 mi)                                                                                       |                                              |               | |                                                                       | |                                              |
| 24 de outubro 19:15  | V-2 | V-2                                          |               | Complexo de lançamento 33 do Campo de Teste de Mísseis de White Sands | Complexo de lançamento 33 do Campo de Teste de Mísseis de White Sands | General Electric/Exército dos Estados Unidos                                                                     | General Electric/Exército dos Estados Unidos |
| 24 de outubro 19:15  | |                                              |               | |                                                                       | |                                              |
| 24 de outubro 19:15  | | APL                                          | Suborbital    | Radiação cósmica e solar, ventos, fotografia | 24 de outubro                                                         | Sucesso, tempo de queima curto 59 segundos                                                                       |                                              |
| 24 de outubro 19:15  | Lançamento do Projeto Hermes, apogeu: 105 quilômetros (65 mi), Primeira foto da Terra vista do espaço                                                |                                              |               | |                                                                       | |                                              |
| 7 de novembro 20:31  | V-2 | V-2                                          |               | Complexo de lançamento 33 do Campo de Teste de Mísseis de White Sands | Complexo de lançamento 33 do Campo de Teste de Mísseis de White Sands | General Electric/Exército dos Estados Unidos                                                                     | General Electric/Exército dos Estados Unidos |
| 7 de novembro 20:31  | |                                              |               | |                                                                       | |                                              |
| 7 de novembro 20:31  | | Universidade de Princeton                    | Suborbital    | Radiação cósmica | 7 de novembro                                                         | Falha de orientação aos 2 segundos, o míssil virou de lado, voou na horizontal e foi destruído.:350 (V-2 NO. 14) |                                              |
| 7 de novembro 20:31  | Lançamento do Projeto Hermes, apogeu: 0,39 quilômetros (0,24 mi)                                                                                     |                                              |               | |                                                                       | |                                              |
| 21 de novembro 16:55 | V-2 | V-2                                          |               | Complexo de lançamento 33 do Campo de Teste de Mísseis de White Sands | Complexo de lançamento 33 do Campo de Teste de Mísseis de White Sands | General Electric/Exército dos Estados Unidos                                                                     | General Electric/Exército dos Estados Unidos |
| 21 de novembro 16:55 | |                                              |               | |                                                                       | |                                              |
| 21 de novembro 16:55 | | Watson Laboratories, University of Michigan, | Suborbital    | Pressão, Temperatura, Ionosfera, Brilho do Céu, Quebra de Voltagem:351–352 (V-2 NO. 15) | 21 de novembro                                                        | Sucesso |                                              |
| 21 de novembro 16:55 | Lançamento do Projeto Hermes, apogeu: 102 quilômetros (63 mi)                                                                                        |                                              |               | |                                                                       | |                                              |
| 5 de dezembro 20:08  | V-2 | V-2                                          |               | Complexo de lançamento 33 do Campo de Teste de Mísseis de White Sands | Complexo de lançamento 33 do Campo de Teste de Mísseis de White Sands | General Electric/Exército dos Estados Unidos                                                                     | General Electric/Exército dos Estados Unidos |
| 5 de dezembro 20:08  | |                                              |               | |                                                                       | |                                              |
| 5 de dezembro 20:08  | | NRL                                          | Suborbital    | Radiação cósmica e solar, pressão, temperatura, fotografia | 5 de dezembro                                                         | Sucesso, mas com problemas de orientação                                                                         |                                              |
| 5 de dezembro 20:08  | Lançamento do Projeto Hermes, apogeu: 167 quilômetros (100 mi)                                                                                       |                                              |               | |                                                                       | |                                              |
| 18 de dezembro 05:12 | V-2 | V-2                                          |               | Complexo de lançamento 33 do Campo de Teste de Mísseis de White Sands | Complexo de lançamento 33 do Campo de Teste de Mísseis de White Sands | General Electric/Exército dos Estados Unidos                                                                     | General Electric/Exército dos Estados Unidos |
| 18 de dezembro 05:12 | |                                              |               | |                                                                       | |                                              |
| 18 de dezembro 05:12 | GRENADES | APL                                          | Suborbital    | Radiação cósmica, pesquisa de meteoros, biológica (Instituto Nacional de Saúde) | 18 de dezembro                                                        | Sucesso, alcance extraordinário devido a falha de orientação:354 (V-2 NO. 16)                                    |                                              |
| 18 de dezembro 05:12 | Lançamento do Projeto Hermes, apogeu: 187 quilômetros (120 mi); primeiro voo noturno do V-2, lançou meteoros artificiais para observação fotográfica |                                              |               | |                                                                       | |                                              |

### 1947
| Data e hora (UTC)     | Foguete | Foguete                                 | Número do voo | Local de lançamento | Local de lançamento                                                   | LSP                                                                         | LSP                                          |
| Data e hora (UTC)     | | Carga útil                              | Operador      | Órbita | Função                                                                | Decaimento (UTC)                                                            | Resultado                                    |
| Data e hora (UTC)     | Observações | Observações                             | Observações   | Observações | Observações                                                           | Observações                                                                 |                                              |
| --------------------- | --- | --------------------------------------- | ------------- | --- | --------------------------------------------------------------------- | --------------------------------------------------------------------------- | -------------------------------------------- |
| 10 de janeiro 21:13   | V-2 | V-2                                     |               | Complexo de lançamento 33 do Campo de Teste de Mísseis de White Sands | Complexo de lançamento 33 do Campo de Teste de Mísseis de White Sands | General Electric/Exército dos Estados Unidos                                | General Electric/Exército dos Estados Unidos |
| 10 de janeiro 21:13   | |                                         |               | |                                                                       |                                                                             |                                              |
| 10 de janeiro 21:13   | | NRL                                     | Suborbital    | Radiação cósmica:357–358 (V-2 NO. 18) | 10 de janeiro                                                         | Sucesso, rolagem aos 40 segundos                                            |                                              |
| 10 de janeiro 21:13   | Lançamento do Projeto Hermes, apogeu: 116 quilômetros (72 mi)                                                                     |                                         |               | |                                                                       |                                                                             |                                              |
| 24 de janeiro 00:22   | V-2 | V-2                                     |               | Complexo de lançamento 33 do Campo de Teste de Mísseis de White Sands | Complexo de lançamento 33 do Campo de Teste de Mísseis de White Sands | General Electric/Exército dos Estados Unidos                                | General Electric/Exército dos Estados Unidos |
| 24 de janeiro 00:22   | |                                         |               | |                                                                       |                                                                             |                                              |
| 24 de janeiro 00:22   | Estados Unidos | General Electric                        | Suborbital    | Sistema de orientação de teste, Teste de Sistema de Telemetria do Hermes A-2:359–360 (V-2 NO. 19) | 24 de janeiro                                                         | Sucesso                                                                     |                                              |
| 24 de janeiro 00:22   | Lançamento do Projeto Hermes, apogeu: 49,88 quilômetros (30,99 mi).                                                               |                                         |               | |                                                                       |                                                                             |                                              |
| 20 de fevereiro 18:16 | V-2 | V-2                                     |               | Complexo de lançamento 33 do Campo de Teste de Mísseis de White Sands | Complexo de lançamento 33 do Campo de Teste de Mísseis de White Sands | General Electric/Exército dos Estados Unidos                                | General Electric/Exército dos Estados Unidos |
| 20 de fevereiro 18:16 | |                                         |               | |                                                                       |                                                                             |                                              |
| 20 de fevereiro 18:16 | Blossom I | Air Materiel Command                    | Suborbital    | Pressão-temperatura (Universidade de Michigan), Ionosfera (Air Force Cambridge Research Center, UoM), brilho do céu, medições de quebra de voltagem (AFCRC), Centeio biológico, sementes de algodão e mosca-das-frutas, primeiros animais no espaço, Recuperação de paraquedas Blossom de canister (Cambridge Field Station):361–362 (V-2 NO. 20)                    | 20 de fevereiro                                                       | Sucesso, perturbação de orientação em 27 segundos, rolagem em 37.5 segunos. |                                              |
| 20 de fevereiro 18:16 | Lançamento do Projeto Hermes, apogeu: 109 quilômetros (68 mi).                                                                    |                                         |               | |                                                                       |                                                                             |                                              |
| 7 de março 18:23      | V-2 | V-2                                     |               | Complexo de lançamento 33 do Campo de Teste de Mísseis de White Sands | Complexo de lançamento 33 do Campo de Teste de Mísseis de White Sands | General Electric/Exército dos Estados Unidos                                | General Electric/Exército dos Estados Unidos |
| 7 de março 18:23      | |                                         |               | |                                                                       |                                                                             |                                              |
| 7 de março 18:23      | | NRL                                     | Suborbital    | Radiação cósmica, temperatura-pressão, radiação solar, ionosfera (NRL), centeio biológico, sementes de algodão e moscas da fruta (Harvard):363–365 (V-2 NO. 21) | 7 de março                                                            | Sucesso                                                                     |                                              |
| 7 de março 18:23      | Lançamento do Projeto Hermes, apogeu: 161 quilômetros (100 mi).                                                                   |                                         |               | |                                                                       |                                                                             |                                              |
| 1 de abril 20:10      | V-2 | V-2                                     |               | Complexo de lançamento 33 do Campo de Teste de Mísseis de White Sands | Complexo de lançamento 33 do Campo de Teste de Mísseis de White Sands | General Electric/Exército dos Estados Unidos                                | General Electric/Exército dos Estados Unidos |
| 1 de abril 20:10      | |                                         |               | |                                                                       |                                                                             |                                              |
| 1 de abril 20:10      | | APL                                     | Suborbital    | Radiação cósmica, radiação solar (APL e Observatório Yerkes), fotografia de alta altitude (câmera de ponto de mira de arma de fogo):366–367 (V-2 NO. 22) | 1 de abril                                                            | Sucesso                                                                     |                                              |
| 1 de abril 20:10      | Lançamento do Projeto Hermes, apogeu: 129 quilômetros (80 mi)                                                                     |                                         |               | |                                                                       |                                                                             |                                              |
| 9 de abril 00:10      | V-2 | V-2                                     |               | Complexo de lançamento 33 do Campo de Teste de Mísseis de White Sands | Complexo de lançamento 33 do Campo de Teste de Mísseis de White Sands | General Electric/Exército dos Estados Unidos                                | General Electric/Exército dos Estados Unidos |
| 9 de abril 00:10      | |                                         |               | |                                                                       |                                                                             |                                              |
| 9 de abril 00:10      | | APL                                     | Suborbital    | Radiação cósmica, radiação solar, fotografia de alta altitude.:368–369 (V-23 NO. 20) | 9 de abril                                                            | Sucesso                                                                     |                                              |
| 9 de abril 00:10      | Lançamento do Projeto Hermes, apogeu: 103 quilômetros (64 mi)                                                                     |                                         |               | |                                                                       |                                                                             |                                              |
| 17 April 23:22        | V-2 | V-2                                     |               | Complexo de lançamento 33 do Campo de Teste de Mísseis de White Sands | Complexo de lançamento 33 do Campo de Teste de Mísseis de White Sands | General Electric/Exército dos Estados Unidos                                | General Electric/Exército dos Estados Unidos |
| 17 April 23:22        | |                                         |               | |                                                                       |                                                                             |                                              |
| 17 April 23:22        | GRENADES | General Electric                        | Suborbital    | Pressão-Temperatura: 9 granadas (Signal Corps Engineering Laboratories):370–371 (V-2 NO. 24) | 17 April                                                              | Sucesso, rolagem em 57.5 segundos                                           |                                              |
| 17 April 23:22        | Lançamento do Projeto Hermes, apogeu: 140 quilômetros (87 mi)                                                                     |                                         |               | |                                                                       |                                                                             |                                              |
| 15 de maio 23:08      | V-2 | V-2                                     |               | Complexo de lançamento 33 do Campo de Teste de Mísseis de White Sands | Complexo de lançamento 33 do Campo de Teste de Mísseis de White Sands | General Electric/Exército dos Estados Unidos                                | General Electric/Exército dos Estados Unidos |
| 15 de maio 23:08      | |                                         |               | |                                                                       |                                                                             |                                              |
| 15 de maio 23:08      | | NRL                                     | Suborbital    | Granadas de densidade-pressão-temperatura (SCEL), (Universidade de Michigan), Composição, Radiação Cósmica, Radiação Solar (NRL):374–375 (V-2 NO. 26) | 15 de maio                                                            | Sucesso, problema de direção do elevador                                    |                                              |
| 15 de maio 23:08      | Lançamento do Projeto Hermes, apogeu: 122 quilômetros (76 mi)                                                                     |                                         |               | |                                                                       |                                                                             |                                              |
| 29 de maio            | Hermes B-1 | Hermes B-1                              |               | Complexo de lançamento 33 do Campo de Teste de Mísseis de White Sands | Complexo de lançamento 33 do Campo de Teste de Mísseis de White Sands | General Electric/Exército dos Estados Unidos                                | General Electric/Exército dos Estados Unidos |
| 29 de maio            | |                                         |               | |                                                                       |                                                                             |                                              |
| 29 de maio            | Hermes II | General Electric                        | Suborbital    | Teste de míssil of ramjet diffusers called "Organ." | 29 de maio                                                            | O míssil foi para o sul em vez de para o norte, caiu no México              |                                              |
| 29 de maio            | Lançamento do Projeto Hermes, apogeu: 50 quilômetros (31 mi), lançamento inaugural do Hermes II, também conhecido como Hermes B-1 |                                         |               | |                                                                       |                                                                             |                                              |
| 10 de julho 19:18     | V-2 | V-2                                     |               | Complexo de lançamento 33 do Campo de Teste de Mísseis de White Sands | Complexo de lançamento 33 do Campo de Teste de Mísseis de White Sands | General Electric/Exército dos Estados Unidos                                | General Electric/Exército dos Estados Unidos |
| 10 de julho 19:18     | |                                         |               | |                                                                       |                                                                             |                                              |
| 10 de julho 19:18     | | NRL                                     | Suborbital    | Densidade-pressão-temperatura, radiação cósmica, ionosfera, experimento de agente simulador, Camp Detrick, Indiana, recipientes de sementes na câmara de controle (Harvard College Observatory):363–364 (V-2 NO. 29) | 10 de julho                                                           | Falha no lançamento, problema de direção do elevador                        |                                              |
| 10 de julho 19:18     | Lançamento do Projeto Hermes, apogeu: 16 quilômetros (9,9 mi)                                                                     |                                         |               | |                                                                       |                                                                             |                                              |
| 29 de julho 12:55     | V-2 | V-2                                     |               | Complexo de lançamento 33 do Campo de Teste de Mísseis de White Sands | Complexo de lançamento 33 do Campo de Teste de Mísseis de White Sands | General Electric/Exército dos Estados Unidos                                | General Electric/Exército dos Estados Unidos |
| 29 de julho 12:55     | |                                         |               | |                                                                       |                                                                             |                                              |
| 29 de julho 12:55     | | APL                                     | Suborbital    | Radiação cósmica, radiação solar, fotografia de alta altitude:386–387 (V-2 NO. 30) | 29 de julho                                                           | Sucesso, Vane #4 parou de operar aos 27 segundos                            |                                              |
| 29 de julho 12:55     | Lançamento do Projeto Hermes, apogeu: 159 quilômetros (99 mi)                                                                     |                                         |               | |                                                                       |                                                                             |                                              |
| 6 de setembro         | V-2 | V-2                                     |               | USS Midway, local de lançamento 10 no Oceano Atlântico | USS Midway, local de lançamento 10 no Oceano Atlântico                | Marinha dos Estados Unidos                                                  | Marinha dos Estados Unidos                   |
| 6 de setembro         | |                                         |               | |                                                                       |                                                                             |                                              |
| 6 de setembro         | | Marinha dos Estados Unidos              | Suborbital    | Teste de míssil | 6 de setembro                                                         | Falha no lançamento                                                         |                                              |
| 6 de setembro         | Operação Sandy, primeiro lançamento de míssil a bordo, apogeu: 1 quilômetro (0,62 mi)                                             |                                         |               | |                                                                       |                                                                             |                                              |
| 9 de outubro 19:15    | V-2 | V-2                                     |               | Complexo de lançamento 33 do Campo de Teste de Mísseis de White Sands | Complexo de lançamento 33 do Campo de Teste de Mísseis de White Sands | General Electric/Exército dos Estados Unidos                                | General Electric/Exército dos Estados Unidos |
| 9 de outubro 19:15    | |                                         |               | |                                                                       |                                                                             |                                              |
| 9 de outubro 19:15    | | General Electric                        | Suborbital    | Densidade-pressão-temperatura, temperatura da pele, composição (Universidade de Michigan), radiação solar (NRL):386–387 (V-2 NO. 30) | 9 de outubro                                                          | Sucesso, perturbação da direção aos 48.4 segundos, rolagem em 52 segundos.  |                                              |
| 9 de outubro 19:15    | Lançamento do Projeto Hermes, apogeu: 156 quilômetros (97 mi)                                                                     |                                         |               | |                                                                       |                                                                             |                                              |
| 18 de outubro 07:47   | V-2 | V-2                                     |               | Kapustin Yar | Kapustin Yar                                                          | NII-88 Seção 3                                                              | NII-88 Seção 3                               |
| 18 de outubro 07:47   | |                                         |               | |                                                                       |                                                                             |                                              |
| 18 de outubro 07:47   | | NII-88 Seção 3                          | Suborbital    | Teste de míssil | 18 de outubro                                                         | Falha parcial                                                               |                                              |
| 18 de outubro 07:47   | Apogeu: 86 quilômetros (53 mi); destruído durante a parte balística do voo                                                        |                                         |               | |                                                                       |                                                                             |                                              |
| 20 de outubro 07:47   | V-2 | V-2                                     |               | Kapustin Yar | Kapustin Yar                                                          | NII-88 Seção 3                                                              | NII-88 Seção 3                               |
| 20 de outubro 07:47   | |                                         |               | |                                                                       |                                                                             |                                              |
| 20 de outubro 07:47   | | NII-88 Seção 3                          | Suborbital    | Teste de míssil | 20 de outubro                                                         | Falha parcial                                                               |                                              |
| 20 de outubro 07:47   | Apogeu: 85 quilômetros (53 mi); se soltou do suporte de lançamento; voou 180 quilômetros à esquerda do alvo planejado             |                                         |               | |                                                                       |                                                                             |                                              |
| 23 de outubro 14:05   | V-2 | V-2                                     |               | Kapustin Yar | Kapustin Yar                                                          | NII-88 Seção 3                                                              | NII-88 Seção 3                               |
| 23 de outubro 14:05   | |                                         |               | |                                                                       |                                                                             |                                              |
| 23 de outubro 14:05   | | NII-88 Seção 3                          | Suborbital    | Teste de míssil | 23 de outubro                                                         | Falha no lançamento                                                         |                                              |
| 23 de outubro 14:05   | Apogeu: 14 quilômetros (8,7 mi); carga destruída, foguete desintegrado                                                            |                                         |               | |                                                                       |                                                                             |                                              |
| 28 de outubro 14:05   | V-2 | V-2                                     |               | Kapustin Yar | Kapustin Yar                                                          | NII-88 Seção 3                                                              | NII-88 Seção 3                               |
| 28 de outubro 14:05   | |                                         |               | |                                                                       |                                                                             |                                              |
| 28 de outubro 14:05   | | NII-88 Seção 3                          | Suborbital    | Teste de míssil | 28 de outubro                                                         | Sucesso                                                                     |                                              |
| 28 de outubro 14:05   | Apogeu: 87 quilômetros (54 mi) |                                         |               | |                                                                       |                                                                             |                                              |
| 31 de outubro 13:41   | V-2 | V-2                                     |               | Kapustin Yar | Kapustin Yar                                                          | NII-88 Seção 3                                                              | NII-88 Seção 3                               |
| 31 de outubro 13:41   | |                                         |               | |                                                                       |                                                                             |                                              |
| 31 de outubro 13:41   | | NII-88 Seção 3                          | Suborbital    | Teste de míssil | 31 de outubro                                                         | Falha no lançamento                                                         |                                              |
| 31 de outubro 13:41   | Apogeu: 0 quilômetros (0 mi); perda de controle no eixo longitudinal                                                              |                                         |               | |                                                                       |                                                                             |                                              |
| 2 de novembro 15:14   | V-2 | V-2                                     |               | Kapustin Yar | Kapustin Yar                                                          | NII-88 Seção 3                                                              | NII-88 Seção 3                               |
| 2 de novembro 15:14   | |                                         |               | |                                                                       |                                                                             |                                              |
| 2 de novembro 15:14   | | NII-88 Seção 3                          | Suborbital    | Teste de míssil | 2 de novembro                                                         | Sucesso                                                                     |                                              |
| 2 de novembro 15:14   | Apogeu: 88 quilômetros (55 mi) |                                         |               | |                                                                       |                                                                             |                                              |
| 3 de novembro 12:05   | V-2 | V-2                                     |               | Kapustin Yar | Kapustin Yar                                                          | NII-88 Seção 3                                                              | NII-88 Seção 3                               |
| 3 de novembro 12:05   | |                                         |               | |                                                                       |                                                                             |                                              |
| 3 de novembro 12:05   | | NII-88 Seção 3                          | Suborbital    | Teste de míssil | 3 de novembro                                                         | Falha no lançamento                                                         |                                              |
| 3 de novembro 12:05   | Apogeu: 0 quilômetros (0 mi); rolou após o lançamento e perdeu estabilização                                                      |                                         |               | |                                                                       |                                                                             |                                              |
| 4 de novembro 15:02   | V-2 | V-2                                     |               | Kapustin Yar | Kapustin Yar                                                          | NII-88 Seção 3                                                              | NII-88 Seção 3                               |
| 4 de novembro 15:02   | |                                         |               | |                                                                       |                                                                             |                                              |
| 4 de novembro 15:02   | | NII-88 Seção 3                          | Suborbital    | Teste de míssil | 4 de novembro                                                         | Sucesso                                                                     |                                              |
| 4 de novembro 15:02   | Apogeu: 89 quilômetros (55 mi) |                                         |               | |                                                                       |                                                                             |                                              |
| 10 de novembro 09:39  | V-2 | V-2                                     |               | Kapustin Yar | Kapustin Yar                                                          | NII-88 Seção 3                                                              | NII-88 Seção 3                               |
| 10 de novembro 09:39  | |                                         |               | |                                                                       |                                                                             |                                              |
| 10 de novembro 09:39  | | NII-88 Seção 3                          | Suborbital    | Teste de míssil | 10 de novembro                                                        | Falha no lançamento                                                         |                                              |
| 10 de novembro 09:39  | Apogeu: 11 quilômetros (6,8 mi); orientação perdida                                                                               |                                         |               | |                                                                       |                                                                             |                                              |
| 13 de novembro 08:30  | V-2 | V-2                                     |               | Kapustin Yar | Kapustin Yar                                                          | NII-88 Seção 3                                                              | NII-88 Seção 3                               |
| 13 de novembro 08:30  | |                                         |               | |                                                                       |                                                                             |                                              |
| 13 de novembro 08:30  | | NII-88 Seção 3                          | Suborbital    | Teste de míssil | 13 de novembro                                                        | Sucesso                                                                     |                                              |
| 13 de novembro 08:30  | Apogeu: 89 quilômetros (55 mi) |                                         |               | |                                                                       |                                                                             |                                              |
| 13 de novembro 14:00  | V-2 | V-2                                     |               | Kapustin Yar | Kapustin Yar                                                          | NII-88 Seção 3                                                              | NII-88 Seção 3                               |
| 13 de novembro 14:00  | |                                         |               | |                                                                       |                                                                             |                                              |
| 13 de novembro 14:00  | | NII-88 Seção 3                          | Suborbital    | Teste de míssil | 13 de novembro                                                        | Falha parcial                                                               |                                              |
| 13 de novembro 14:00  | Apogeu: 89 quilômetros (55 mi); separou-se na reentrada                                                                           |                                         |               | |                                                                       |                                                                             |                                              |
| 20 de novembro 23:47  | V-2 | V-2                                     |               | Complexo de lançamento 33 do Campo de Teste de Mísseis de White Sands | Complexo de lançamento 33 do Campo de Teste de Mísseis de White Sands | General Electric/Exército dos Estados Unidos                                | General Electric/Exército dos Estados Unidos |
| 20 de novembro 23:47  | |                                         |               | |                                                                       |                                                                             |                                              |
| 20 de novembro 23:47  | | General Electric                        | Suborbital    | Voo de desenvolvimento de tecnologia para General Electric | 20 de novembro                                                        | Falha no lançamento, problema de propulsão em 36 segundos.                  |                                              |
| 20 de novembro 23:47  | Apogeu: 21 quilômetros (13 mi) |                                         |               | |                                                                       |                                                                             |                                              |
| 24 de novembro 17:20  | Aerobee RTV-N-8 | Aerobee RTV-N-8                         |               | Complexo de lançamento 35 do Campo de Teste de Mísseis de White Sands | Complexo de lançamento 35 do Campo de Teste de Mísseis de White Sands | Marinha dos Estados Unidos                                                  | Marinha dos Estados Unidos                   |
| 24 de novembro 17:20  | |                                         |               | |                                                                       |                                                                             |                                              |
| 24 de novembro 17:20  | | Applied Physics Laboratory:Table I, 7.3 | Suborbital    | | 24 de novembro                                                        | Falha no lançamento, fora do curso, o voo foi encerrado.                    |                                              |
| 24 de novembro 17:20  | Apogeu: 56 quilômetros (35 mi) |                                         |               | |                                                                       |                                                                             |                                              |
| 8 de dezembro 21:42   | V-2 | V-2                                     |               | Complexo de lançamento 33 do Campo de Teste de Mísseis de White Sands | Complexo de lançamento 33 do Campo de Teste de Mísseis de White Sands | General Electric/Exército dos Estados Unidos                                | General Electric/Exército dos Estados Unidos |
| 8 de dezembro 21:42   | |                                         |               | |                                                                       |                                                                             |                                              |
| 8 de dezembro 21:42   | Blossom II | AMC<                                    | Suborbital    | Densidade-pressão-temperatura (Universidade de Michigan), Temperatura da pele (Universidade de Boston), Raios-X suaves solares, Propagação de ionosfera de incidência vertical, Propagação de ionosfera de incidência oblíqua, Projeto Aspect (câmeras a serem abaixadas por paraquedas) (Wright Air Development Center), Brilho do céu (AFCRC):379–382 (V-2 NO. 28) | 8 de dezembro                                                         | Sucesso                                                                     |                                              |
| 8 de dezembro 21:42   | Lançamento do Projeto Hermes, apogeu: 105 quilômetros (65 mi)                                                                     |                                         |               | |                                                                       |                                                                             |                                              |

### 1948
| Data e hora (UTC)    | Foguete                                                             | Foguete              | Número do voo | Local de lançamento                                                   | Local de lançamento                                                   | LSP                                                  | LSP                                          |
| Data e hora (UTC)    |                                                                     | Carga útil           | Operador      | Órbita                                                                | Função                                                                | Decaimento (UTC)                                     | Resultado                                    |
| Data e hora (UTC)    | Observações                                                         | Observações          | Observações   | Observações                                                           | Observações                                                           | Observações                                          |                                              |
| -------------------- | ------------------------------------------------------------------- | -------------------- | ------------- | --------------------------------------------------------------------- | --------------------------------------------------------------------- | ---------------------------------------------------- | -------------------------------------------- |
| 22 de janeiro 20:12  | V-2                                                                 | V-2                  |               | Complexo de lançamento 33 do Campo de Teste de Mísseis de White Sands | Complexo de lançamento 33 do Campo de Teste de Mísseis de White Sands | General Electric/Exército dos Estados Unidos         | General Electric/Exército dos Estados Unidos |
| 22 de janeiro 20:12  |                                                                     |                      |               |                                                                       |                                                                       |                                                      |                                              |
| 22 de janeiro 20:12  |                                                                     | NRL                  | Suborbital    |                                                                       | 22 de janeiro                                                         | Sucesso                                              |                                              |
| 22 de janeiro 20:12  | Lançamento do Projeto Hermes, apogeu: 159 quilômetros (99 mi)       |                      |               |                                                                       |                                                                       |                                                      |                                              |
| 6 de fevereiro 17:17 | V-2                                                                 | V-2                  |               | Complexo de lançamento 33 do Campo de Teste de Mísseis de White Sands | Complexo de lançamento 33 do Campo de Teste de Mísseis de White Sands | General Electric/Exército dos Estados Unidos         | General Electric/Exército dos Estados Unidos |
| 6 de fevereiro 17:17 |                                                                     |                      |               |                                                                       |                                                                       |                                                      |                                              |
| 6 de fevereiro 17:17 |                                                                     | General Electric     | Suborbital    |                                                                       | 6 de fevereiro                                                        | Sucesso                                              |                                              |
| 6 de fevereiro 17:17 | Lançamento do Projeto Hermes, apogeu: 113 quilômetros (70 mi)       |                      |               |                                                                       |                                                                       |                                                      |                                              |
| 5 de março 22:51     | Aerobee RTV-N-8                                                     | Aerobee RTV-N-8      |               | Complexo de lançamento 35 do Campo de Teste de Mísseis de White Sands | Complexo de lançamento 35 do Campo de Teste de Mísseis de White Sands | Marinha dos Estados Unidos                           | Marinha dos Estados Unidos                   |
| 5 de março 22:51     |                                                                     |                      |               |                                                                       |                                                                       |                                                      |                                              |
| 5 de março 22:51     |                                                                     | APL                  | Suborbital    | Chemical release                                                      | 5 de março                                                            | Sucesso                                              |                                              |
| 5 de março 22:51     | Apogeu: 118 quilômetros (73 mi)                                     |                      |               |                                                                       |                                                                       |                                                      |                                              |
| 19 de março 23:10    | V-2                                                                 | V-2                  |               | Complexo de lançamento 33 do Campo de Teste de Mísseis de White Sands | Complexo de lançamento 33 do Campo de Teste de Mísseis de White Sands | General Electric/Exército dos Estados Unidos         | General Electric/Exército dos Estados Unidos |
| 19 de março 23:10    |                                                                     |                      |               |                                                                       |                                                                       |                                                      |                                              |
| 19 de março 23:10    | Blossom IIA                                                         | General Electric     | Suborbital    |                                                                       | 19 de março                                                           | Falha no lançamento                                  |                                              |
| 19 de março 23:10    | Lançamento do Projeto Hermes, apogeu: 5,5 quilômetros (3,4 mi)      |                      |               |                                                                       |                                                                       |                                                      |                                              |
| 2 de abril 13:47     | V-2                                                                 | V-2                  |               | Complexo de lançamento 33 do Campo de Teste de Mísseis de White Sands | Complexo de lançamento 33 do Campo de Teste de Mísseis de White Sands | General Electric/Exército dos Estados Unidos         | General Electric/Exército dos Estados Unidos |
| 2 de abril 13:47     |                                                                     |                      |               |                                                                       |                                                                       |                                                      |                                              |
| 2 de abril 13:47     |                                                                     | US Army Signal Corps | Suborbital    |                                                                       | 2 de abril                                                            | Sucesso                                              |                                              |
| 2 de abril 13:47     | Lançamento do Projeto Hermes, apogeu: 144 quilômetros (89 mi)       |                      |               |                                                                       |                                                                       |                                                      |                                              |
| 13 de abril 21:41    | Aerobee RTV-N-8                                                     | Aerobee RTV-N-8      |               | Complexo de lançamento 35 do Campo de Teste de Mísseis de White Sands | Complexo de lançamento 35 do Campo de Teste de Mísseis de White Sands | Marinha dos Estados Unidos                           | Marinha dos Estados Unidos                   |
| 13 de abril 21:41    |                                                                     |                      |               |                                                                       |                                                                       |                                                      |                                              |
| 13 de abril 21:41    |                                                                     | APL                  | Suborbital    |                                                                       | 13 de abril                                                           | Sucesso                                              |                                              |
| 13 de abril 21:41    | Apogeu: 114 quilômetros (71 mi)                                     |                      |               |                                                                       |                                                                       |                                                      |                                              |
| 19 de abril 19:54    | V-2                                                                 | V-2                  |               | Complexo de lançamento 33 do Campo de Teste de Mísseis de White Sands | Complexo de lançamento 33 do Campo de Teste de Mísseis de White Sands | General Electric/Exército dos Estados Unidos         | General Electric/Exército dos Estados Unidos |
| 19 de abril 19:54    |                                                                     |                      |               |                                                                       |                                                                       |                                                      |                                              |
| 19 de abril 19:54    |                                                                     | NRL                  | Suborbital    |                                                                       | 19 de abril                                                           | Falha de orientação                                  |                                              |
| 19 de abril 19:54    | Lançamento do Projeto Hermes, apogeu: 56 quilômetros (35 mi)        |                      |               |                                                                       |                                                                       |                                                      |                                              |
| 13 de maio 13:43     | Bumper                                                              | Bumper               |               | Complexo de lançamento 33 do Campo de Teste de Mísseis de White Sands | Complexo de lançamento 33 do Campo de Teste de Mísseis de White Sands | General Electric/Exército dos Estados Unidos         | General Electric/Exército dos Estados Unidos |
| 13 de maio 13:43     |                                                                     |                      |               |                                                                       |                                                                       |                                                      |                                              |
| 13 de maio 13:43     | Bumper 1                                                            | General Electric     | Suborbital    |                                                                       | 13 de maio                                                            | Sucesso                                              |                                              |
| 13 de maio 13:43     | Lançamento inaugural do Bumper, apogeu: 127,6 quilômetros (79,3 mi) |                      |               |                                                                       |                                                                       |                                                      |                                              |
| 27 de maio 14:15     | V-2                                                                 | V-2                  |               | Complexo de lançamento 33 do Campo de Teste de Mísseis de White Sands | Complexo de lançamento 33 do Campo de Teste de Mísseis de White Sands | General Electric/Exército dos Estados Unidos         | General Electric/Exército dos Estados Unidos |
| 27 de maio 14:15     |                                                                     |                      |               |                                                                       |                                                                       |                                                      |                                              |
| 27 de maio 14:15     |                                                                     | APL                  | Suborbital    |                                                                       | 27 de maio                                                            | Sucesso                                              |                                              |
| 27 de maio 14:15     | Lançamento do Projeto Hermes, apogeu: 140 quilômetros (87 mi)       |                      |               |                                                                       |                                                                       |                                                      |                                              |
| 11 de junho 10:22    | V-2                                                                 | V-2                  |               | Complexo de lançamento 33 do Campo de Teste de Mísseis de White Sands | Complexo de lançamento 33 do Campo de Teste de Mísseis de White Sands | General Electric/Exército dos Estados Unidos         | General Electric/Exército dos Estados Unidos |
| 11 de junho 10:22    |                                                                     |                      |               |                                                                       |                                                                       |                                                      |                                              |
| 11 de junho 10:22    |                                                                     | AMC                  | Suborbital    |                                                                       | 11 de junho                                                           | Falha no lançamento, fechamento prematuro de válvula |                                              |
| 11 de junho 10:22    | Lançamento do Projeto Hermes, apogeu: 63 quilômetros (39 mi)        |                      |               |                                                                       |                                                                       |                                                      |                                              |
| 26 de julho 16:47    | Aerobee RTV-N-8                                                     | Aerobee RTV-N-8      |               | Complexo de lançamento 35 do Campo de Teste de Mísseis de White Sands | Complexo de lançamento 35 do Campo de Teste de Mísseis de White Sands | Marinha dos Estados Unidos                           | Marinha dos Estados Unidos                   |
| 26 de julho 16:47    |                                                                     |                      |               |                                                                       |                                                                       |                                                      |                                              |
| 26 de julho 16:47    |                                                                     | APL                  | Suborbital    |                                                                       | 26 de julho                                                           | Sucesso                                              |                                              |
| 26 de julho 16:47    | Apogeu: 113 quilômetros (70 mi)                                     |                      |               |                                                                       |                                                                       |                                                      |                                              |
| 26 de julho 18:03    | V-2                                                                 | V-2                  |               | Complexo de lançamento 33 do Campo de Teste de Mísseis de White Sands | Complexo de lançamento 33 do Campo de Teste de Mísseis de White Sands | General Electric/Exército dos Estados Unidos         | General Electric/Exército dos Estados Unidos |
| 26 de julho 18:03    |                                                                     |                      |               |                                                                       |                                                                       |                                                      |                                              |
| 26 de julho 18:03    |                                                                     | APL                  | Suborbital    |                                                                       | 26 de julho                                                           | Sucesso, problemas de propulsão em 45.2 segundos     |                                              |
| 26 de julho 18:03    | Lançamento do Projeto Hermes, apogeu: 97 quilômetros (60 mi)        |                      |               |                                                                       |                                                                       |                                                      |                                              |
| 5 de agosto 12:07    | V-2                                                                 | V-2                  |               | Complexo de lançamento 33 do Campo de Teste de Mísseis de White Sands | Complexo de lançamento 33 do Campo de Teste de Mísseis de White Sands | General Electric/Exército dos Estados Unidos         | General Electric/Exército dos Estados Unidos |
| 5 de agosto 12:07    |                                                                     |                      |               |                                                                       |                                                                       |                                                      |                                              |
| 5 de agosto 12:07    |                                                                     | NRL                  | Suborbital    | UV Astronomy Solar X-ray                                              | 5 de agosto                                                           | Sucesso                                              |                                              |
| 5 de agosto 12:07    | Lançamento do Projeto Hermes, apogeu: 167 quilômetros (100 mi)      |                      |               |                                                                       |                                                                       |                                                      |                                              |
| 6 de agosto 1:37     | Aerobee RTV-N-8                                                     | Aerobee RTV-N-8      |               | Complexo de lançamento 35 do Campo de Teste de Mísseis de White Sands | Complexo de lançamento 35 do Campo de Teste de Mísseis de White Sands | Marinha dos Estados Unidos                           | Marinha dos Estados Unidos                   |
| 6 de agosto 1:37     |                                                                     |                      |               |                                                                       |                                                                       |                                                      |                                              |
| 6 de agosto 1:37     |                                                                     | APL                  | Suborbital    | Aeronomia/solar UV                                                    | 6 de agosto                                                           | Sucesso                                              |                                              |
| 6 de agosto 1:37     | Apogeu: 96,6 quilômetros (60,0 mi)                                  |                      |               |                                                                       |                                                                       |                                                      |                                              |
| 19 de agosto 14:45   | Bumper                                                              | Bumper               |               | Complexo de lançamento 33 do Campo de Teste de Mísseis de White Sands | Complexo de lançamento 33 do Campo de Teste de Mísseis de White Sands | General Electric/Exército dos Estados Unidos         | General Electric/Exército dos Estados Unidos |
| 19 de agosto 14:45   |                                                                     |                      |               |                                                                       |                                                                       |                                                      |                                              |
| 19 de agosto 14:45   | Bumper 2                                                            | General Electric     | Suborbital    |                                                                       | 19 de agosto                                                          | Falha no lançamento                                  |                                              |
| 19 de agosto 14:45   | Apogeu: 13,1 quilômetros (8,1 mi)                                   |                      |               |                                                                       |                                                                       |                                                      |                                              |
| 3 de setembro 01:00  | V-2                                                                 | V-2                  |               | Complexo de lançamento 33 do Campo de Teste de Mísseis de White Sands | Complexo de lançamento 33 do Campo de Teste de Mísseis de White Sands | General Electric/Exército dos Estados Unidos         | General Electric/Exército dos Estados Unidos |
| 3 de setembro 01:00  |                                                                     |                      |               |                                                                       |                                                                       |                                                      |                                              |
| 3 de setembro 01:00  | GRENADES                                                            | USASC                | Suborbital    |                                                                       | 3 de setembro                                                         | Sucesso                                              |                                              |
| 3 de setembro 01:00  | Lançamento do Projeto Hermes, apogeu: 151 quilômetros (94 mi)       |                      |               |                                                                       |                                                                       |                                                      |                                              |
| 17 de setembro       | R-1                                                                 | R-1                  |               | Kapustin Yar                                                          | Kapustin Yar                                                          | NII-88 Seção 3                                       | NII-88 Seção 3                               |
| 17 de setembro       |                                                                     |                      |               |                                                                       |                                                                       |                                                      |                                              |
| 17 de setembro       |                                                                     | NII-88 Seção 3       | Suborbital    | Teste de míssil                                                       | 17 de setembro                                                        | Falha no lançamento                                  |                                              |
| 17 de setembro       | Lançamento inaugural do R-1                                         |                      |               |                                                                       |                                                                       |                                                      |                                              |
| 30 de setembro 15:30 | Bumper                                                              | Bumper               |               | Complexo de lançamento 33 do Campo de Teste de Mísseis de White Sands | Complexo de lançamento 33 do Campo de Teste de Mísseis de White Sands | General Electric/Exército dos Estados Unidos         | General Electric/Exército dos Estados Unidos |
| 30 de setembro 15:30 |                                                                     |                      |               |                                                                       |                                                                       |                                                      |                                              |
| 30 de setembro 15:30 | Bumper 3                                                            | General Electric     | Suborbital    |                                                                       | 30 de setembro                                                        | Falha no segundo estágio                             |                                              |
| 30 de setembro 15:30 | Apogeu: 150,6 quilômetros (93,6 mi)                                 |                      |               |                                                                       |                                                                       |                                                      |                                              |
| 10 de outubro        | R-1                                                                 | R-1                  |               | Kapustin Yar                                                          | Kapustin Yar                                                          | NII-88 Seção 3                                       | NII-88 Seção 3                               |
| 10 de outubro        |                                                                     |                      |               |                                                                       |                                                                       |                                                      |                                              |
| 10 de outubro        |                                                                     | NII-88 Seção 3       | Suborbital    | Teste de míssil                                                       | 10 de outubro                                                         | Sucesso                                              |                                              |
| 11 de outubro        | R-1                                                                 | R-1                  |               | Kapustin Yar                                                          | Kapustin Yar                                                          | NII-88 Seção 3                                       | NII-88 Seção 3                               |
| 11 de outubro        |                                                                     |                      |               |                                                                       |                                                                       |                                                      |                                              |
| 11 de outubro        |                                                                     | NII-88 Seção 3       | Suborbital    | Teste de míssil, foguete de sondagem                                  | 11 de outubro                                                         | Sucesso                                              |                                              |
| 11 de outubro        | Primeiro voo espacial soviético com experimentos científicos        |                      |               |                                                                       |                                                                       |                                                      |                                              |
| 13 de outubro        | R-1                                                                 | R-1                  |               | Kapustin Yar                                                          | Kapustin Yar                                                          | NII-88 Seção 3                                       | NII-88 Seção 3                               |
| 13 de outubro        |                                                                     |                      |               |                                                                       |                                                                       |                                                      |                                              |
| 13 de outubro        |                                                                     | NII-88 Seção 3       | Suborbital    | Teste de míssil                                                       | 13 de outubro                                                         | Sucesso                                              |                                              |
| 21 de outubro        | R-1                                                                 | R-1                  |               | Kapustin Yar                                                          | Kapustin Yar                                                          | NII-88 Seção 3                                       | NII-88 Seção 3                               |
| 21 de outubro        |                                                                     |                      |               |                                                                       |                                                                       |                                                      |                                              |
| 21 de outubro        |                                                                     | NII-88 Seção 3       | Suborbital    | Teste de míssil                                                       | 21 de outubro                                                         | Sucesso                                              |                                              |
| 23 de outubro        | R-1                                                                 | R-1                  |               | Kapustin Yar                                                          | Kapustin Yar                                                          | NII-88 Seção 3                                       | NII-88 Seção 3                               |
| 23 de outubro        |                                                                     |                      |               |                                                                       |                                                                       |                                                      |                                              |
| 23 de outubro        |                                                                     | NII-88 Seção 3       | Suborbital    | Teste de míssil                                                       | 23 de outubro                                                         | Sucesso                                              |                                              |
| 1 de novembro 14:24  | Bumper                                                              | Bumper               |               | Complexo de lançamento 33 do Campo de Teste de Mísseis de White Sands | Complexo de lançamento 33 do Campo de Teste de Mísseis de White Sands | General Electric/Exército dos Estados Unidos         | General Electric/Exército dos Estados Unidos |
| 1 de novembro 14:24  |                                                                     |                      |               |                                                                       |                                                                       |                                                      |                                              |
| 1 de novembro 14:24  | Bumper 4                                                            | General Electric     | Suborbital    |                                                                       | 1 de novembro                                                         | Explosão da cauda em 28.5 segundos                   |                                              |
| 1 de novembro 14:24  | Apogeu: 5 quilômetros (3,1 mi)                                      |                      |               |                                                                       |                                                                       |                                                      |                                              |
| 1 de novembro        | R-1                                                                 | R-1                  |               | Kapustin Yar                                                          | Kapustin Yar                                                          | NII-88 Seção 3                                       | NII-88 Seção 3                               |
| 1 de novembro        |                                                                     |                      |               |                                                                       |                                                                       |                                                      |                                              |
| 1 de novembro        |                                                                     | NII-88 Seção 3       | Suborbital    | Teste de míssil                                                       | 1 de novembro                                                         | Sucesso                                              |                                              |
| 2 de novembro 00:12  | Aerobee RTV-N-8                                                     | Aerobee RTV-N-8      |               | Complexo de lançamento 35 do Campo de Teste de Mísseis de White Sands | Complexo de lançamento 35 do Campo de Teste de Mísseis de White Sands | Marinha dos Estados Unidos                           | Marinha dos Estados Unidos                   |
| 2 de novembro 00:12  |                                                                     |                      |               |                                                                       |                                                                       |                                                      |                                              |
| 2 de novembro 00:12  |                                                                     | APL                  | Suborbital    | Radiação cósmica, radiação solar e partículas                         | 2 de novembro                                                         | Sucesso                                              |                                              |
| 2 de novembro 00:12  | Apogeu: 91 quilômetros (57 mi)                                      |                      |               |                                                                       |                                                                       |                                                      |                                              |
| 3 de novembro        | R-1                                                                 | R-1                  |               | Kapustin Yar                                                          | Kapustin Yar                                                          | NII-88 Seção 3                                       | NII-88 Seção 3                               |
| 3 de novembro        |                                                                     |                      |               |                                                                       |                                                                       |                                                      |                                              |
| 3 de novembro        |                                                                     | NII-88 Seção 3       | Suborbital    | Teste de míssil                                                       | 3 de novembro                                                         | Sucesso                                              |                                              |
| 4 de novembro        | R-1                                                                 | R-1                  |               | Kapustin Yar                                                          | Kapustin Yar                                                          | NII-88 Seção 3                                       | NII-88 Seção 3                               |
| 4 de novembro        |                                                                     |                      |               |                                                                       |                                                                       |                                                      |                                              |
| 4 de novembro        |                                                                     | NII-88 Seção 3       | Suborbital    | Teste de míssil                                                       | 4 de novembro                                                         | Sucesso                                              |                                              |
| 5 de novembro        | R-1                                                                 | R-1                  |               | Kapustin Yar                                                          | Kapustin Yar                                                          | NII-88 Seção 3                                       | NII-88 Seção 3                               |
| 5 de novembro        |                                                                     |                      |               |                                                                       |                                                                       |                                                      |                                              |
| 5 de novembro        |                                                                     | NII-88 Seção 3       | Suborbital    | Teste de míssil                                                       | 5 de novembro                                                         | Sucesso                                              |                                              |
| 5 de novembro        | Último dos nove lançamentos da primeira série de testes             |                      |               |                                                                       |                                                                       |                                                      |                                              |
| 18 de novembro 22:35 | V-2                                                                 | V-2                  |               | Complexo de lançamento 33 do Campo de Teste de Mísseis de White Sands | Complexo de lançamento 33 do Campo de Teste de Mísseis de White Sands | General Electric/Exército dos Estados Unidos         | General Electric/Exército dos Estados Unidos |
| 18 de novembro 22:35 |                                                                     |                      |               |                                                                       |                                                                       |                                                      |                                              |
| 18 de novembro 22:35 |                                                                     | General Electric     | Suborbital    | Ramjet research                                                       | 18 de novembro                                                        | Sucesso                                              |                                              |
| 18 de novembro 22:35 | Lançamento do Projeto Hermes, apogeu: 145 quilômetros (90 mi)       |                      |               |                                                                       |                                                                       |                                                      |                                              |
| 9 de dezembro 16:08  | V-2                                                                 | V-2                  |               | Complexo de lançamento 33 do Campo de Teste de Mísseis de White Sands | Complexo de lançamento 33 do Campo de Teste de Mísseis de White Sands | General Electric/Exército dos Estados Unidos         | General Electric/Exército dos Estados Unidos |
| 9 de dezembro 16:08  |                                                                     |                      |               |                                                                       |                                                                       |                                                      |                                              |
| 9 de dezembro 16:08  |                                                                     | USASC                | Suborbital    |                                                                       | 9 de dezembro                                                         | Sucesso                                              |                                              |
| 9 de dezembro 16:08  | Lançamento do Projeto Hermes, apogeu: 108 quilômetros (67 mi)       |                      |               |                                                                       |                                                                       |                                                      |                                              |
| 9 de dezembro 22:38  | Aerobee RTV-N-8                                                     | Aerobee RTV-N-8      |               | Complexo de lançamento 35 do Campo de Teste de Mísseis de White Sands | Complexo de lançamento 35 do Campo de Teste de Mísseis de White Sands | Marinha dos Estados Unidos                           | Marinha dos Estados Unidos                   |
| 9 de dezembro 22:38  |                                                                     |                      |               |                                                                       |                                                                       |                                                      |                                              |
| 9 de dezembro 22:38  |                                                                     | APL                  | Suborbital    | Aeronomia                                                             | 9 de dezembro                                                         | Sucesso                                              |                                              |
| 9 de dezembro 22:38  | Apogeu: 91 quilômetros (57 mi)                                      |                      |               |                                                                       |                                                                       |                                                      |                                              |

### 1949
| Data e hora (UTC)     | Foguete | Foguete                        | Número do voo | Local de lançamento                                                   | Local de lançamento                                                   | LSP                                          | LSP                                          |
| Data e hora (UTC)     | | Carga útil                     | Operador      | Órbita                                                                | Função                                                                | Decaimento (UTC)                             | Resultado                                    |
| Data e hora (UTC)     | Observações | Observações                    | Observações   | Observações                                                           | Observações                                                           | Observações                                  |                                              |
| --------------------- | --- | ------------------------------ | ------------- | --------------------------------------------------------------------- | --------------------------------------------------------------------- | -------------------------------------------- | -------------------------------------------- |
| 14 de janeiro 20:26   | Hermes B-1 | Hermes B-1                     |               | Complexo de lançamento 33 do Campo de Teste de Mísseis de White Sands | Complexo de lançamento 33 do Campo de Teste de Mísseis de White Sands | Exército dos Estados Unidos                  | Exército dos Estados Unidos                  |
| 14 de janeiro 20:26   | |                                |               |                                                                       |                                                                       |                                              |                                              |
| 14 de janeiro 20:26   | Hermes II | Exército dos Estados Unidos    | Suborbital    | Teste de míssil                                                       | 14 de janeiro                                                         | Falha no lançamento                          |                                              |
| 14 de janeiro 20:26   | Lançamento do Projeto Hermes, apogeu: 1 quilômetro (0,62 mi) |                                |               |                                                                       |                                                                       |                                              |                                              |
| 28 de janeiro 17:20   | V-2 | V-2                            |               | Complexo de lançamento 33 do Campo de Teste de Mísseis de White Sands | Complexo de lançamento 33 do Campo de Teste de Mísseis de White Sands | General Electric/Exército dos Estados Unidos | General Electric/Exército dos Estados Unidos |
| 28 de janeiro 17:20   | |                                |               |                                                                       |                                                                       |                                              |                                              |
| 28 de janeiro 17:20   | | NRL                            | Suborbital    | Raio-X solar/ionosfera/aeronomia/biologia                             | 28 de janeiro                                                         | Falha no lançamento                          |                                              |
| 28 de janeiro 17:20   | Lançamento Blossom, apogeu: 60 quilômetros (37 mi) |                                |               |                                                                       |                                                                       |                                              |                                              |
| 29 de janeiro 06:17   | Aerobee RTV-N-8 | Aerobee RTV-N-8                |               | Campo de Teste de Mísseis de White Sands                              | Campo de Teste de Mísseis de White Sands                              | Marinha dos Estados Unidos                   | Marinha dos Estados Unidos                   |
| 29 de janeiro 06:17   | |                                |               |                                                                       |                                                                       |                                              |                                              |
| 29 de janeiro 06:17   | | APL                            | Suborbital    | Radiação, ionosférico                                                 | 29 de janeiro                                                         | Sucesso                                      |                                              |
| 29 de janeiro 06:17   | Apogeu: 96,6 quilômetros (60,0 mi) |                                |               |                                                                       |                                                                       |                                              |                                              |
| 1 de fevereiro 18:38  | Aerobee RTV-N-8 | Aerobee RTV-N-8                |               | Campo de Teste de Mísseis de White Sands                              | Campo de Teste de Mísseis de White Sands                              | Marinha dos Estados Unidos                   | Marinha dos Estados Unidos                   |
| 1 de fevereiro 18:38  | |                                |               |                                                                       |                                                                       |                                              |                                              |
| 1 de fevereiro 18:38  | | APL                            | Suborbital    | UV solar e raio-x                                                     | 1 de fevereiro                                                        | Falha no lançamento                          |                                              |
| 1 de fevereiro 18:38  | Apogeu: 0 quilômetros (0 mi) |                                |               |                                                                       |                                                                       |                                              |                                              |
| 17 de fevereiro 17:00 | V-2 | V-2                            |               | Complexo de lançamento 33 do Campo de Teste de Mísseis de White Sands | Complexo de lançamento 33 do Campo de Teste de Mísseis de White Sands | General Electric/Exército dos Estados Unidos | General Electric/Exército dos Estados Unidos |
| 17 de fevereiro 17:00 | |                                |               |                                                                       |                                                                       |                                              |                                              |
| 17 de fevereiro 17:00 | | APL                            | Suborbital    |                                                                       | 17 de fevereiro                                                       | Sucesso                                      |                                              |
| 17 de fevereiro 17:00 | Apogeu: 100,8 quilômetros (62,6 mi) |                                |               |                                                                       |                                                                       |                                              |                                              |
| 24 de fevereiro 22:14 | Bumper | Bumper                         |               | Complexo de lançamento 33 do Campo de Teste de Mísseis de White Sands | Complexo de lançamento 33 do Campo de Teste de Mísseis de White Sands | General Electric/Exército dos Estados Unidos | General Electric/Exército dos Estados Unidos |
| 24 de fevereiro 22:14 | |                                |               |                                                                       |                                                                       |                                              |                                              |
| 24 de fevereiro 22:14 | Bumper 5 | General Electric               | Suborbital    |                                                                       | 24 de fevereiro                                                       | Sucesso                                      |                                              |
| 24 de fevereiro 22:14 | Apogeu: 393 quilômetros (240 mi). Novo recorde de altitude. |                                |               |                                                                       |                                                                       |                                              |                                              |
| 2 de março 00:15      | Aerobee RTV-N-8 | Aerobee RTV-N-8                |               | Complexo de lançamento 35 do Campo de Teste de Mísseis de White Sands | Complexo de lançamento 35 do Campo de Teste de Mísseis de White Sands | Marinha dos Estados Unidos                   | Marinha dos Estados Unidos                   |
| 2 de março 00:15      | |                                |               |                                                                       |                                                                       |                                              |                                              |
| 2 de março 00:15      | | APL                            | Suborbital    | Teste para lançamento a bordo; carga útil fictícia                    | 2 de março                                                            | Falha no lançamento                          |                                              |
| 2 de março 00:15      | Apogeu: 0 quilômetros (0 mi) |                                |               |                                                                       |                                                                       |                                              |                                              |
| 17 de março 23:20     | Aerobee RTV-N-8 | Aerobee RTV-N-8                |               | USS Norton Sound, PO-22 LP-1                                          | USS Norton Sound, PO-22 LP-1                                          | Marinha dos Estados Unidos                   | Marinha dos Estados Unidos                   |
| 17 de março 23:20     | |                                |               |                                                                       |                                                                       |                                              |                                              |
| 17 de março 23:20     | | APL                            | Suborbital    | Ionosférico                                                           | 17 de março                                                           | Sucesso                                      |                                              |
| 17 de março 23:20     | Apogeu: 105 quilômetros (65 mi) |                                |               |                                                                       |                                                                       |                                              |                                              |
| 22 de março 06:43     | V-2 | V-2                            |               | Complexo de lançamento 33 do Campo de Teste de Mísseis de White Sands | Complexo de lançamento 33 do Campo de Teste de Mísseis de White Sands | General Electric/Exército dos Estados Unidos | General Electric/Exército dos Estados Unidos |
| 22 de março 06:43     | |                                |               |                                                                       |                                                                       |                                              |                                              |
| 22 de março 06:43     | Blossom IVA | AMC                            | Suborbital    | Ionosférico                                                           | 22 de março                                                           | Sucesso                                      |                                              |
| 22 de março 06:43     | Blossom IVA; apogeu: 129 quilômetros (80 mi) |                                |               |                                                                       |                                                                       |                                              |                                              |
| 22 de março 17:20     | Aerobee RTV-N-8 | Aerobee RTV-N-8                |               | USS Norton Sound, PO-22 LP-1                                          | USS Norton Sound, PO-22 LP-1                                          | Marinha dos Estados Unidos                   | Marinha dos Estados Unidos                   |
| 22 de março 17:20     | |                                |               |                                                                       |                                                                       |                                              |                                              |
| 22 de março 17:20     | | APL                            | Suborbital    | Ionosférico                                                           | 22 de março                                                           | Sucesso                                      |                                              |
| 22 de março 17:20     | Apogeu: 105 quilômetros (65 mi) |                                |               |                                                                       |                                                                       |                                              |                                              |
| 24 de março 15:14     | Aerobee RTV-N-8 | Aerobee RTV-N-8                |               | USS Norton Sound, PO-22 LP-1                                          | USS Norton Sound, PO-22 LP-1                                          | Marinha dos Estados Unidos                   | Marinha dos Estados Unidos                   |
| 24 de março 15:14     | |                                |               |                                                                       |                                                                       |                                              |                                              |
| 24 de março 15:14     | | APL                            | Suborbital    | Ionosférico                                                           | 24 de março                                                           | Falha no lançamento                          |                                              |
| 24 de março 15:14     | Apogeu: 5 quilômetros (3,1 mi), mau funcionamento da válvula de pressão, foguete auxiliar separado na ignição                                                                  |                                |               |                                                                       |                                                                       |                                              |                                              |
| 11 de abril 22:05     | V-2 | V-2                            |               | Complexo de lançamento 33 do Campo de Teste de Mísseis de White Sands | Complexo de lançamento 33 do Campo de Teste de Mísseis de White Sands | General Electric/Exército dos Estados Unidos | General Electric/Exército dos Estados Unidos |
| 11 de abril 22:05     | |                                |               |                                                                       |                                                                       |                                              |                                              |
| 11 de abril 22:05     | | USASC                          | Suborbital    |                                                                       | 11 de abril                                                           | Sucesso                                      |                                              |
| 11 de abril 22:05     | Apogeu: 85 quilômetros (53 mi) |                                |               |                                                                       |                                                                       |                                              |                                              |
| 22 de abril 00:17     | Bumper | Bumper                         |               | Complexo de lançamento 33 do Campo de Teste de Mísseis de White Sands | Complexo de lançamento 33 do Campo de Teste de Mísseis de White Sands | General Electric/Exército dos Estados Unidos | General Electric/Exército dos Estados Unidos |
| 22 de abril 00:17     | |                                |               |                                                                       |                                                                       |                                              |                                              |
| 22 de abril 00:17     | Bumper 6 | General Electric               | Suborbital    |                                                                       | 22 de abril                                                           | Falha no lançamento                          |                                              |
| 22 de abril 00:17     | Apogeu: 50 quilômetros (31 mi) |                                |               |                                                                       |                                                                       |                                              |                                              |
| 3 de maio             | Viking (primeiro modelo) | Viking (primeiro modelo)       |               | Área de lançamento 1 do Exército de White Sands                       | Área de lançamento 1 do Exército de White Sands                       | Marinha dos Estados Unidos                   | Marinha dos Estados Unidos                   |
| 3 de maio             | |                                |               |                                                                       |                                                                       |                                              |                                              |
| 3 de maio             | Viking 1 | NRL                            | Suborbital    | Aeronomia Imagem                                                      | 3 de maio                                                             | Partial launch failure                       |                                              |
| 3 de maio             | Apogeu: 83 quilômetros (52 mi):236 |                                |               |                                                                       |                                                                       |                                              |                                              |
| 5 de maio 15:15       | V-2 | V-2                            |               | Complexo de lançamento 33 do Campo de Teste de Mísseis de White Sands | Complexo de lançamento 33 do Campo de Teste de Mísseis de White Sands | General Electric/Exército dos Estados Unidos | General Electric/Exército dos Estados Unidos |
| 5 de maio 15:15       | |                                |               |                                                                       |                                                                       |                                              |                                              |
| 5 de maio 15:15       | | General Electric               | Suborbital    |                                                                       | 5 de maio                                                             | Falha no lançamento                          |                                              |
| 5 de maio 15:15       | Apogeu: 8,9 quilômetros (5,5 mi) |                                |               |                                                                       |                                                                       |                                              |                                              |
| 7 de maio 03:12       | R-1A | R-1A                           |               | Kapustin Yar                                                          | Kapustin Yar                                                          | NII-88 Seção 3                               | NII-88 Seção 3                               |
| 7 de maio 03:12       | |                                |               |                                                                       |                                                                       |                                              |                                              |
| 7 de maio 03:12       | | NII-88 Seção 3                 | Suborbital    | Teste de míssil                                                       | 7 de maio                                                             | Sucesso                                      |                                              |
| 7 de maio 03:12       | Apogeu: 109 quilômetros (68 mi), lançamento inaugural do R-1A |                                |               |                                                                       |                                                                       |                                              |                                              |
| 10 de maio 15:57      | R-1A | R-1A                           |               | Kapustin Yar                                                          | Kapustin Yar                                                          | NII-88 Seção 3                               | NII-88 Seção 3                               |
| 10 de maio 15:57      | |                                |               |                                                                       |                                                                       |                                              |                                              |
| 10 de maio 15:57      | | NII-88 Seção 3                 | Suborbital    | Teste de míssil                                                       | 10 de maio                                                            | Sucesso                                      |                                              |
| 15 de maio 02:48      | R-1A | R-1A                           |               | Kapustin Yar                                                          | Kapustin Yar                                                          | NII-88 Seção 3                               | NII-88 Seção 3                               |
| 15 de maio 02:48      | |                                |               |                                                                       |                                                                       |                                              |                                              |
| 15 de maio 02:48      | | NII-88 Seção 3                 | Suborbital    | Teste de míssil                                                       | 15 de maio                                                            | Sucesso                                      |                                              |
| 15 de maio 02:48      | Ogiva separável testada |                                |               |                                                                       |                                                                       |                                              |                                              |
| 16 de maio 21:55      | R-1A | R-1A                           |               | Kapustin Yar                                                          | Kapustin Yar                                                          | NII-88 Seção 3                               | NII-88 Seção 3                               |
| 16 de maio 21:55      | |                                |               |                                                                       |                                                                       |                                              |                                              |
| 16 de maio 21:55      | | NII-88 Seção 3                 | Suborbital    | Teste de míssil                                                       | 16 de maio                                                            | Sucesso                                      |                                              |
| 16 de maio 21:55      | Ogiva separável testada |                                |               |                                                                       |                                                                       |                                              |                                              |
| 24 de maio 01:40      | R-1A | R-1A                           |               | Kapustin Yar                                                          | Kapustin Yar                                                          | NII-88 Seção 3                               | NII-88 Seção 3                               |
| 24 de maio 01:40      | |                                |               |                                                                       |                                                                       |                                              |                                              |
| 24 de maio 01:40      | FIAR-1 | NII-88 Seção 3                 | Suborbital    | Teste de míssil/aeronomia                                             | 24 de maio                                                            | Falha parcial                                |                                              |
| 24 de maio 01:40      | Apogeu: 32,9 quilômetros (20,4 mi); vertical flight, tested separable warhead, carried aeronomy experiments that were not recovered                                            |                                |               |                                                                       |                                                                       |                                              |                                              |
| 28 de maio 01:50      | R-1A | R-1A                           |               | Kapustin Yar                                                          | Kapustin Yar                                                          | NII-88 Seção 3                               | NII-88 Seção 3                               |
| 28 de maio 01:50      | |                                |               |                                                                       |                                                                       |                                              |                                              |
| 28 de maio 01:50      | | NII-88 Seção 3                 | Suborbital    | Teste de míssil                                                       | 28 de maio                                                            | Falha parcial                                |                                              |
| 28 de maio 01:50      | Apogeu: 31,9 quilômetros (19,8 mi); Voo final do R1-A, voo vertical, ogiva separável testada, experimentos de aeronomia danificados no pouso e não retornou dados utilizáveis. |                                |               |                                                                       |                                                                       |                                              |                                              |
| 2 de junho 13:10      | Aerobee XASR-SC-1 | Aerobee XASR-SC-1              |               | Campo de Teste de Mísseis de White Sands                              | Campo de Teste de Mísseis de White Sands                              | Marinha dos Estados Unidos                   | Marinha dos Estados Unidos                   |
| 2 de junho 13:10      | |                                |               |                                                                       |                                                                       |                                              |                                              |
| 2 de junho 13:10      | | APL                            | Suborbital    | Aeronomia                                                             | 2 de junho                                                            | Sucesso                                      |                                              |
| 2 de junho 13:10      | Apogeu: 78,4 quilômetros (48,7 mi) |                                |               |                                                                       |                                                                       |                                              |                                              |
| 14 de junho 22:35     | V-2 | V-2                            |               | Complexo de lançamento 33 do Campo de Teste de Mísseis de White Sands | Complexo de lançamento 33 do Campo de Teste de Mísseis de White Sands | General Electric/Exército dos Estados Unidos | General Electric/Exército dos Estados Unidos |
| 14 de junho 22:35     | |                                |               |                                                                       |                                                                       |                                              |                                              |
| 14 de junho 22:35     | Blossom IVB | AMC                            | Suborbital    | Biológico, Atmosférico                                                | 14 de junho                                                           | Sucesso                                      |                                              |
| 14 de junho 22:35     | Apogeu: 133,9 quilômetros (83,2 mi), carregou Albert II, primeiro macaco no espaço                                                                                             |                                |               |                                                                       |                                                                       |                                              |                                              |
| 15 de junho 02:03     | Aerobee RTV-N-8 | Aerobee RTV-N-8                |               | Campo de Teste de Mísseis de White Sands                              | Campo de Teste de Mísseis de White Sands                              | Marinha dos Estados Unidos                   | Marinha dos Estados Unidos                   |
| 15 de junho 02:03     | |                                |               |                                                                       |                                                                       |                                              |                                              |
| 15 de junho 02:03     | | NRL                            | Suborbital    | Pesquisa de ozônio                                                    | 15 de junho                                                           | Sucesso                                      |                                              |
| 15 de junho 02:03     | Apogeu: 109 quilômetros (68 mi) |                                |               |                                                                       |                                                                       |                                              |                                              |
| 17 de junho 02:03     | Aerobee RTV-N-8 | Aerobee RTV-N-8                |               | Campo de Teste de Mísseis de White Sands                              | Campo de Teste de Mísseis de White Sands                              | Marinha dos Estados Unidos                   | Marinha dos Estados Unidos                   |
| 17 de junho 02:03     | |                                |               |                                                                       |                                                                       |                                              |                                              |
| 17 de junho 02:03     | | NRL                            | Suborbital    | Missão classificada                                                   | 17 de junho                                                           | Sucesso                                      |                                              |
| 17 de junho 02:03     | Apogeu: 88 quilômetros (55 mi) |                                |               |                                                                       |                                                                       |                                              |                                              |
| 23 de junho 23:21     | Aerobee RTV-N-8 | Aerobee RTV-N-8                |               | Campo de Teste de Mísseis de White Sands                              | Campo de Teste de Mísseis de White Sands                              | Marinha dos Estados Unidos                   | Marinha dos Estados Unidos                   |
| 23 de junho 23:21     | |                                |               |                                                                       |                                                                       |                                              |                                              |
| 23 de junho 23:21     | | NRL                            | Suborbital    | Solar, aeronomia                                                      | 23 de junho                                                           | Sucesso                                      |                                              |
| 23 de junho 23:21     | Apogeu: 88 quilômetros (55 mi) |                                |               |                                                                       |                                                                       |                                              |                                              |
| 21 de julho 16:01     | Aerobee XASR-SC-1 | Aerobee XASR-SC-1              |               | Complexo de lançamento 35 do Campo de Teste de Mísseis de White Sands | Complexo de lançamento 35 do Campo de Teste de Mísseis de White Sands | Marinha dos Estados Unidos                   | Marinha dos Estados Unidos                   |
| 21 de julho 16:01     | |                                |               |                                                                       |                                                                       |                                              |                                              |
| 21 de julho 16:01     | | APL                            | Suborbital    | Aeronomia                                                             | 21 de julho                                                           | Sucesso                                      |                                              |
| 21 de julho 16:01     | Apogeu: 76,1 quilômetros (47,3 mi) |                                |               |                                                                       |                                                                       |                                              |                                              |
| 6 de setembro 16:57   | Viking (primeiro modelo) | Viking (primeiro modelo)       |               | Área de lançamento 1 do Exército de White Sands                       | Área de lançamento 1 do Exército de White Sands                       | Marinha dos Estados Unidos                   | Marinha dos Estados Unidos                   |
| 6 de setembro 16:57   | |                                |               |                                                                       |                                                                       |                                              |                                              |
| 6 de setembro 16:57   | Viking 2 | NRL                            | Suborbital    | Aeronomia Imagem                                                      | 6 de setembro                                                         | Falha no lançamento                          |                                              |
| 6 de setembro 16:57   | Apogeu: 57 quilômetros (35 mi):236 |                                |               |                                                                       |                                                                       |                                              |                                              |
| 10 de setembro        | R-1 | R-1                            |               | Kapustin Yar                                                          | Kapustin Yar                                                          | OKB-1                                        | OKB-1                                        |
| 10 de setembro        | |                                |               |                                                                       |                                                                       |                                              |                                              |
| 10 de setembro        | | OKB-1                          | Suborbital    | Teste de míssil                                                       | 10 de setembro                                                        |                                              |                                              |
| 10 de setembro        | First flight of second series of tests |                                |               |                                                                       |                                                                       |                                              |                                              |
| 11 de setembro        | R-1 | R-1                            |               | Kapustin Yar                                                          | Kapustin Yar                                                          | NII-88 Seção 3                               | NII-88 Seção 3                               |
| 11 de setembro        | |                                |               |                                                                       |                                                                       |                                              |                                              |
| 11 de setembro        | | NII-88 Seção 3                 | Suborbital    | Teste de míssil                                                       | 11 de setembro                                                        | Sucesso                                      |                                              |
| 13 de setembro        | R-1 | R-1                            |               | Kapustin Yar                                                          | Kapustin Yar                                                          | NII-88 Seção 3                               | NII-88 Seção 3                               |
| 13 de setembro        | |                                |               |                                                                       |                                                                       |                                              |                                              |
| 13 de setembro        | | NII-88 Seção 3                 | Suborbital    | Teste de míssil                                                       | 13 de setembro                                                        | Sucesso                                      |                                              |
| 14 de setembro        | R-1 | R-1                            |               | Kapustin Yar                                                          | Kapustin Yar                                                          | NII-88 Seção 3                               | NII-88 Seção 3                               |
| 14 de setembro        | |                                |               |                                                                       |                                                                       |                                              |                                              |
| 14 de setembro        | | NII-88 Seção 3                 | Suborbital    | Teste de míssil                                                       | 14 de setembro                                                        | Sucesso                                      |                                              |
| 16 de setembro 23:19  | V-2 | V-2                            |               | Complexo de lançamento 33 do Campo de Teste de Mísseis de White Sands | Complexo de lançamento 33 do Campo de Teste de Mísseis de White Sands | General Electric/Exército dos Estados Unidos | General Electric/Exército dos Estados Unidos |
| 16 de setembro 23:19  | |                                |               |                                                                       |                                                                       |                                              |                                              |
| 16 de setembro 23:19  | Blossom IVC | AMC                            | Suborbital    | Biológico                                                             | 16 de setembro                                                        | Falha no lançamento                          |                                              |
| 16 de setembro 23:19  | Apogeu: 5 quilômetros (3,1 mi), carregou o macaco Albert III |                                |               |                                                                       |                                                                       |                                              |                                              |
| 17 de setembro        | R-1 | R-1                            |               | Kapustin Yar                                                          | Kapustin Yar                                                          | NII-88 Seção 3                               | NII-88 Seção 3                               |
| 17 de setembro        | |                                |               |                                                                       |                                                                       |                                              |                                              |
| 17 de setembro        | | NII-88 Seção 3                 | Suborbital    | Teste de míssil                                                       | 17 de setembro                                                        | Sucesso                                      |                                              |
| 19 de setembro        | R-1 | R-1                            |               | Kapustin Yar                                                          | Kapustin Yar                                                          | NII-88 Seção 3                               | NII-88 Seção 3                               |
| 19 de setembro        | |                                |               |                                                                       |                                                                       |                                              |                                              |
| 19 de setembro        | | NII-88 Seção 3                 | Suborbital    | Teste de míssil                                                       | 19 de setembro                                                        | Sucesso                                      |                                              |
| 20 de setembro        | R-1 | R-1                            |               | Kapustin Yar                                                          | Kapustin Yar                                                          | NII-88 Seção 3                               | NII-88 Seção 3                               |
| 20 de setembro        | |                                |               |                                                                       |                                                                       |                                              |                                              |
| 20 de setembro        | | NII-88 Seção 3                 | Suborbital    | Teste de míssil                                                       | 20 de setembro                                                        | Falha no lançamento                          |                                              |
| 20 de setembro 17:03  | Aerobee XASR-SC-1 | Aerobee XASR-SC-1              |               | Complexo de lançamento 35 do Campo de Teste de Mísseis de White Sands | Complexo de lançamento 35 do Campo de Teste de Mísseis de White Sands | Marinha dos Estados Unidos                   | Marinha dos Estados Unidos                   |
| 20 de setembro 17:03  | |                                |               |                                                                       |                                                                       |                                              |                                              |
| 20 de setembro 17:03  | | APL                            | Suborbital    | Aeronomia                                                             | 20 de setembro                                                        | Sucesso                                      |                                              |
| 20 de setembro 17:03  | Apogeu: 58,6 quilômetros (36,4 mi) |                                |               |                                                                       |                                                                       |                                              |                                              |
| 23 de setembro        | R-1 | R-1                            |               | Kapustin Yar                                                          | Kapustin Yar                                                          | NII-88 Seção 3                               | NII-88 Seção 3                               |
| 23 de setembro        | |                                |               |                                                                       |                                                                       |                                              |                                              |
| 23 de setembro        | | NII-88 Seção 3                 | Suborbital    | Teste de míssil                                                       | 23 de setembro                                                        | Falha no lançamento                          |                                              |
| 25 de setembro 11:16  | R-2E | R-2E                           |               | Kapustin Yar                                                          | Kapustin Yar                                                          | NII-88 Seção 3                               | NII-88 Seção 3                               |
| 25 de setembro 11:16  | |                                |               |                                                                       |                                                                       |                                              |                                              |
| 25 de setembro 11:16  | | NII-88 Seção 3                 | Suborbital    | Teste de míssil                                                       | 25 de setembro                                                        | Sucesso                                      |                                              |
| 25 de setembro 11:16  | Primeiro lançamento do R-2E, um míssil R-1 modificado para testar os conceitos do R-2: tanque de combustível integral e ogiva separável                                        |                                |               |                                                                       |                                                                       |                                              |                                              |
| 28 de setembro        | R-1 | R-1                            |               | Kapustin Yar                                                          | Kapustin Yar                                                          | NII-88 Seção 3                               | NII-88 Seção 3                               |
| 28 de setembro        | |                                |               |                                                                       |                                                                       |                                              |                                              |
| 28 de setembro        | | NII-88 Seção 3                 | Suborbital    | Teste de míssil                                                       | 28 de setembro                                                        | Sucesso                                      |                                              |
| 29 de setembro 16:58  | V-2 | V-2                            |               | Complexo de lançamento 33 do Campo de Teste de Mísseis de White Sands | Complexo de lançamento 33 do Campo de Teste de Mísseis de White Sands | General Electric/Exército dos Estados Unidos | General Electric/Exército dos Estados Unidos |
| 29 de setembro 16:58  | |                                |               |                                                                       |                                                                       |                                              |                                              |
| 29 de setembro 16:58  | | NRL                            | Suborbital    |                                                                       | 29 de setembro                                                        | Sucesso                                      |                                              |
| 29 de setembro 16:58  | Apogeu: 151,1 quilômetros (93,9 mi) |                                |               |                                                                       |                                                                       |                                              |                                              |
| 30 de setembro 11:49  | R-2E | R-2E                           |               | Kapustin Yar                                                          | Kapustin Yar                                                          | NII-88 Seção 3                               | NII-88 Seção 3                               |
| 30 de setembro 11:49  | |                                |               |                                                                       |                                                                       |                                              |                                              |
| 30 de setembro 11:49  | | NII-88 Seção 3                 | Suborbital    | Teste de míssil                                                       | 30 de setembro                                                        | Sucesso                                      |                                              |
| 30 de setembro 11:49  | [ 31 ] |                                |               |                                                                       |                                                                       |                                              |                                              |
| 2 de outubro 11:00    | R-2E | R-2E                           |               | Kapustin Yar                                                          | Kapustin Yar                                                          | NII-88 Seção 3                               | NII-88 Seção 3                               |
| 2 de outubro 11:00    | |                                |               |                                                                       |                                                                       |                                              |                                              |
| 2 de outubro 11:00    | | NII-88 Seção 3                 | Suborbital    | Teste de míssil                                                       | 2 de outubro                                                          | Falha parcial                                |                                              |
| 2 de outubro 11:00    | Fogo no compartimento da cauda |                                |               |                                                                       |                                                                       |                                              |                                              |
| 3 de outubro          | R-1 | R-1                            |               | Kapustin Yar                                                          | Kapustin Yar                                                          | NII-88 Seção 3                               | NII-88 Seção 3                               |
| 3 de outubro          | |                                |               |                                                                       |                                                                       |                                              |                                              |
| 3 de outubro          | | NII-88 Seção 3                 | Suborbital    | Teste de míssil                                                       | 3 de outubro                                                          | Sucesso                                      |                                              |
| 6 de outubro          | Hermes B-1 | Hermes B-1                     |               | Complexo de lançamento 33 do Campo de Teste de Mísseis de White Sands | Complexo de lançamento 33 do Campo de Teste de Mísseis de White Sands | Exército dos Estados Unidos                  | Exército dos Estados Unidos                  |
| 6 de outubro          | |                                |               |                                                                       |                                                                       |                                              |                                              |
| 6 de outubro          | Hermes II | Exército dos Estados Unidos    | Suborbital    | Teste de míssil                                                       | 6 de outubro                                                          | Falha no lançamento                          |                                              |
| 6 de outubro          | Lançamento do Projeto Hermes, apogeu: 4 quilômetros (2,5 mi) |                                |               |                                                                       |                                                                       |                                              |                                              |
| 8 de outubro 06:05    | R-2E | R-2E                           |               | Kapustin Yar                                                          | Kapustin Yar                                                          | NII-88 Seção 3                               | NII-88 Seção 3                               |
| 8 de outubro 06:05    | |                                |               |                                                                       |                                                                       |                                              |                                              |
| 8 de outubro 06:05    | | NII-88 Seção 3                 | Suborbital    | Teste de míssil                                                       | 8 de outubro                                                          | Sucesso                                      |                                              |
| 8 de outubro          | R-1 | R-1                            |               | Kapustin Yar                                                          | Kapustin Yar                                                          | NII-88 Seção 3                               | NII-88 Seção 3                               |
| 8 de outubro          | |                                |               |                                                                       |                                                                       |                                              |                                              |
| 8 de outubro          | | NII-88 Seção 3                 | Suborbital    | Teste de míssil                                                       | 8 de outubro                                                          | Sucesso                                      |                                              |
| 10 de outubro         | R-1 | R-1                            |               | Kapustin Yar                                                          | Kapustin Yar                                                          | NII-88 Seção 3                               | NII-88 Seção 3                               |
| 10 de outubro         | |                                |               |                                                                       |                                                                       |                                              |                                              |
| 10 de outubro         | | NII-88 Seção 3                 | Suborbital    | Teste de míssil                                                       | 10 de outubro                                                         | Sucesso                                      |                                              |
| 11 de outubro 12:45   | R-2E | R-2E                           |               | Kapustin Yar                                                          | Kapustin Yar                                                          | NII-88 Seção 3                               | NII-88 Seção 3                               |
| 11 de outubro 12:45   | |                                |               |                                                                       |                                                                       |                                              |                                              |
| 11 de outubro 12:45   | | NII-88 Seção 3                 | Suborbital    | Teste de míssil                                                       | 11 de outubro                                                         | Falha parcial                                |                                              |
| 11 de outubro 12:45   | Fogo no compartimento da cauda, último dos cinco lançamentos do R-2E |                                |               |                                                                       |                                                                       |                                              |                                              |
| 12 de outubro         | R-1 | R-1                            |               | Kapustin Yar                                                          | Kapustin Yar                                                          | NII-88 Seção 3                               | NII-88 Seção 3                               |
| 12 de outubro         | |                                |               |                                                                       |                                                                       |                                              |                                              |
| 12 de outubro         | | NII-88 Seção 3                 | Suborbital    | Teste de míssil                                                       | 12 de outubro                                                         | Sucesso                                      |                                              |
| 13 de outubro         | R-1 | R-1                            |               | Kapustin Yar                                                          | Kapustin Yar                                                          | NII-88 Seção 3                               | NII-88 Seção 3                               |
| 13 de outubro         | |                                |               |                                                                       |                                                                       |                                              |                                              |
| 13 de outubro         | | NII-88 Seção 3                 | Suborbital    | Teste de míssil                                                       | 13 de outubro                                                         | Sucesso                                      |                                              |
| 14 de outubro         | R-1 | R-1                            |               | Kapustin Yar                                                          | Kapustin Yar                                                          | NII-88 Seção 3                               | NII-88 Seção 3                               |
| 14 de outubro         | |                                |               |                                                                       |                                                                       |                                              |                                              |
| 14 de outubro         | | NII-88 Seção 3                 | Suborbital    | Teste de míssil                                                       | 14 de outubro                                                         | Falha no lançamento                          |                                              |
| 15 de outubro         | R-1 | R-1                            |               | Kapustin Yar                                                          | Kapustin Yar                                                          | NII-88 Seção 3                               | NII-88 Seção 3                               |
| 15 de outubro         | |                                |               |                                                                       |                                                                       |                                              |                                              |
| 15 de outubro         | | NII-88 Seção 3                 | Suborbital    | Teste de míssil                                                       | 15 de outubro                                                         | Sucesso                                      |                                              |
| 18 de outubro         | R-1 | R-1                            |               | Kapustin Yar                                                          | Kapustin Yar                                                          | NII-88 Seção 3                               | NII-88 Seção 3                               |
| 18 de outubro         | |                                |               |                                                                       |                                                                       |                                              |                                              |
| 18 de outubro         | | NII-88 Seção 3                 | Suborbital    | Teste de míssil                                                       | 18 de outubro                                                         | Sucesso                                      |                                              |
| 19 de outubro         | R-1 | R-1                            |               | Kapustin Yar                                                          | Kapustin Yar                                                          | NII-88 Seção 3                               | NII-88 Seção 3                               |
| 19 de outubro         | |                                |               |                                                                       |                                                                       |                                              |                                              |
| 19 de outubro         | | NII-88 Seção 3                 | Suborbital    | Teste de míssil                                                       | 19 de outubro                                                         | Sucesso                                      |                                              |
| 22 de outubro         | R-1 | R-1                            |               | Kapustin Yar                                                          | Kapustin Yar                                                          | NII-88 Seção 3                               | NII-88 Seção 3                               |
| 22 de outubro         | |                                |               |                                                                       |                                                                       |                                              |                                              |
| 22 de outubro         | | NII-88 Seção 3                 | Suborbital    | Teste de míssil                                                       | 22 de outubro                                                         | Sucesso                                      |                                              |
| 23 de outubro         | R-1 | R-1                            |               | Kapustin Yar                                                          | Kapustin Yar                                                          | NII-88 Seção 3                               | NII-88 Seção 3                               |
| 23 de outubro         | |                                |               |                                                                       |                                                                       |                                              |                                              |
| 23 de outubro         | | NII-88 Seção 3                 | Suborbital    | Teste de míssil                                                       | 23 de outubro                                                         | Sucesso                                      |                                              |
| 23 de outubro         | Último da segunda série de vinte lançamentos |                                |               |                                                                       |                                                                       |                                              |                                              |
| 18 de novembro 16:03  | V-2 | V-2                            |               | Complexo de lançamento 33 do Campo de Teste de Mísseis de White Sands | Complexo de lançamento 33 do Campo de Teste de Mísseis de White Sands | General Electric/Exército dos Estados Unidos | General Electric/Exército dos Estados Unidos |
| 18 de novembro 16:03  | |                                |               |                                                                       |                                                                       |                                              |                                              |
| 18 de novembro 16:03  | GRENADES | USASC                          | Suborbital    |                                                                       | 18 de novembro                                                        | Sucesso                                      |                                              |
| 18 de novembro 16:03  | Apogeu: 124,2 quilômetros (77,2 mi) |                                |               |                                                                       |                                                                       |                                              |                                              |
| 2 de dezembro 22:20   | Aerobee RTV-A-1 | Aerobee RTV-A-1                |               | Complexo de lançamento A de Holloman                                  | Complexo de lançamento A de Holloman                                  | Força Aérea dos Estados Unidos               | Força Aérea dos Estados Unidos               |
| 2 de dezembro 22:20   | |                                |               |                                                                       |                                                                       |                                              |                                              |
| 2 de dezembro 22:20   | | Força Aérea dos Estados Unidos | Suborbital    | Solar, imagem, aeronomia                                              | 2 de dezembro                                                         | Sucesso                                      |                                              |
| 2 de dezembro 22:20   | Apogeu: 96 quilômetros (60 mi) |                                |               |                                                                       |                                                                       |                                              |                                              |
| 6 de dezembro 18:32   | Aerobee XASR-SC-1 | Aerobee XASR-SC-1              |               | Complexo de lançamento 35 do Campo de Teste de Mísseis de White Sands | Complexo de lançamento 35 do Campo de Teste de Mísseis de White Sands | Exército dos Estados Unidos                  | Exército dos Estados Unidos                  |
| 6 de dezembro 18:32   | |                                |               |                                                                       |                                                                       |                                              |                                              |
| 6 de dezembro 18:32   | | Exército dos Estados Unidos    | Suborbital    | Missão de aeronomia de amostragem de ar                               | 6 de dezembro                                                         | Sucesso                                      |                                              |
| 6 de dezembro 18:32   | Apogeu: 64,9 quilômetros (40,3 mi) |                                |               |                                                                       |                                                                       |                                              |                                              |
| 7 de dezembro 00:16   | Aerobee XASR-SC-1 | Aerobee XASR-SC-1              |               | Complexo de lançamento 35 do Campo de Teste de Mísseis de White Sands | Complexo de lançamento 35 do Campo de Teste de Mísseis de White Sands | Exército dos Estados Unidos                  | Exército dos Estados Unidos                  |
| 7 de dezembro 00:16   | |                                |               |                                                                       |                                                                       |                                              |                                              |
| 7 de dezembro 00:16   | | Exército dos Estados Unidos    | Suborbital    | Missão de aeronomia de amostragem de ar                               | 7 de dezembro                                                         | Sucesso                                      |                                              |
| 7 de dezembro 00:16   | Apogeu: 60 quilômetros (37 mi) |                                |               |                                                                       |                                                                       |                                              |                                              |
| 8 de dezembro 19:15   | V-2 | V-2                            |               | Complexo de lançamento 33 do Campo de Teste de Mísseis de White Sands | Complexo de lançamento 33 do Campo de Teste de Mísseis de White Sands | General Electric/Exército dos Estados Unidos | General Electric/Exército dos Estados Unidos |
| 8 de dezembro 19:15   | |                                |               |                                                                       |                                                                       |                                              |                                              |
| 8 de dezembro 19:15   | Blossom IVD | AMC                            | Suborbital    | Biológico                                                             | 8 de dezembro                                                         | Sucesso                                      |                                              |
| 8 de dezembro 19:15   | Apogeu: 127 quilômetros (79 mi), carregou o macaco Albert IV |                                |               |                                                                       |                                                                       |                                              |                                              |
| 15 de dezembro 17:10  | Aerobee RTV-A-1 | Aerobee RTV-A-1                |               | Holloman AFB Launch Complex A                                         | Holloman AFB Launch Complex A                                         | Força Aérea dos Estados Unidos               | Força Aérea dos Estados Unidos               |
| 15 de dezembro 17:10  | |                                |               |                                                                       |                                                                       |                                              |                                              |
| 15 de dezembro 17:10  | | APL                            | Suborbital    | Solar, imagem, aeronomia                                              | 15 de dezembro                                                        | Falha no lançamento                          |                                              |
| 15 de dezembro 17:10  | Apogeu: 0 quilômetros (0 mi) |                                |               |                                                                       |                                                                       |                                              |                                              |

### 1950
| Data e hora (UTC)     | Foguete                                                                               | Foguete                        | Número do voo | Local de lançamento                                                   | Local de lançamento                                                   | LSP                                          | LSP                                          |
| Data e hora (UTC)     |                                                                                       | Carga útil                     | Operador      | Órbita                                                                | Função                                                                | Decaimento (UTC)                             | Resultado                                    |
| Data e hora (UTC)     | Observações                                                                           | Observações                    | Observações   | Observações                                                           | Observações                                                           | Observações                                  |                                              |
| --------------------- | ------------------------------------------------------------------------------------- | ------------------------------ | ------------- | --------------------------------------------------------------------- | --------------------------------------------------------------------- | -------------------------------------------- | -------------------------------------------- |
| 15 de janeiro 23:45   | Aerobee RTV-N-10                                                                      | Aerobee RTV-N-10               |               | Mar de Bering                                                         | Mar de Bering                                                         | Marinha dos Estados Unidos                   | Marinha dos Estados Unidos                   |
| 15 de janeiro 23:45   |                                                                                       |                                |               |                                                                       |                                                                       |                                              |                                              |
| 15 de janeiro 23:45   |                                                                                       | Applied Physics Laboratory     | Suborbital    | Física de partículas                                                  | 15 de janeiro                                                         | Sucesso                                      |                                              |
| 15 de janeiro 23:45   | Lançado de navio; apogeu: 72 quilômetros (45 mi)                                      |                                |               |                                                                       |                                                                       |                                              |                                              |
| 18 de janeiro 23:17   | Aerobee RTV-N-10                                                                      | Aerobee RTV-N-10               |               | Mar de Bering                                                         | Mar de Bering                                                         | Marinha dos Estados Unidos                   | Marinha dos Estados Unidos                   |
| 18 de janeiro 23:17   |                                                                                       |                                |               |                                                                       |                                                                       |                                              |                                              |
| 18 de janeiro 23:17   |                                                                                       | APL                            | Suborbital    | Física de partículas                                                  | 18 de janeiro                                                         | Sucesso                                      |                                              |
| 18 de janeiro 23:17   | Lançado de navio; apogeu: 80 quilômetros (50 mi)                                      |                                |               |                                                                       |                                                                       |                                              |                                              |
| 9 de fevereiro 21:44  | Viking (primeiro modelo)                                                              | Viking (primeiro modelo)       |               | Área de lançamento 1 do Exército de White Sands                       | Área de lançamento 1 do Exército de White Sands                       | Marinha dos Estados Unidos                   | Marinha dos Estados Unidos                   |
| 9 de fevereiro 21:44  |                                                                                       |                                |               |                                                                       |                                                                       |                                              |                                              |
| 9 de fevereiro 21:44  | Viking 3                                                                              | NRL                            | Suborbital    | Solar Imagem                                                          | 9 de fevereiro                                                        | Falha no lançamento                          |                                              |
| 9 de fevereiro 21:44  | Desviou do curso, falhou em alcançar o espaço, apogeu: 80,5 quilômetros (50,0 mi):236 |                                |               |                                                                       |                                                                       |                                              |                                              |
| 14 de fevereiro 23:14 | Aerobee RTV-N-8                                                                       | Aerobee RTV-N-8                |               | Complexo de lançamento 33 do Campo de Teste de Mísseis de White Sands | Complexo de lançamento 33 do Campo de Teste de Mísseis de White Sands | Marinha dos Estados Unidos                   | Marinha dos Estados Unidos                   |
| 14 de fevereiro 23:14 |                                                                                       |                                |               |                                                                       |                                                                       |                                              |                                              |
| 14 de fevereiro 23:14 |                                                                                       | APL                            | Suborbital    | Missão da ionosfera gama cósmica                                      | 14 de fevereiro                                                       | Sucesso                                      |                                              |
| 14 de fevereiro 23:14 | Apogeu: 87,6 quilômetros (54,4 mi)                                                    |                                |               |                                                                       |                                                                       |                                              |                                              |
| 17 de fevereiro 18:00 | V-2                                                                                   | V-2                            |               | Complexo de lançamento 33 do Campo de Teste de Mísseis de White Sands | Complexo de lançamento 33 do Campo de Teste de Mísseis de White Sands | General Electric/Exército dos Estados Unidos | General Electric/Exército dos Estados Unidos |
| 17 de fevereiro 18:00 |                                                                                       |                                |               |                                                                       |                                                                       |                                              |                                              |
| 17 de fevereiro 18:00 |                                                                                       | NRL                            | Suborbital    |                                                                       | 17 de fevereiro                                                       | Sucesso                                      |                                              |
| 17 de fevereiro 18:00 | Apogeu: 148 quilômetros (92 mi)                                                       |                                |               |                                                                       |                                                                       |                                              |                                              |
| 22 de fevereiro 00:54 | Aerobee XASR-SC-1                                                                     | Aerobee XASR-SC-1              |               | Complexo de lançamento 35 do Campo de Teste de Mísseis de White Sands | Complexo de lançamento 35 do Campo de Teste de Mísseis de White Sands | Exército dos Estados Unidos                  | Exército dos Estados Unidos                  |
| 22 de fevereiro 00:54 |                                                                                       |                                |               |                                                                       |                                                                       |                                              |                                              |
| 22 de fevereiro 00:54 |                                                                                       | Exército dos Estados Unidos    | Suborbital    | Aeronomia                                                             | 22 de fevereiro                                                       | Sucesso                                      |                                              |
| 22 de fevereiro 00:54 | Apogeu: 87,6 quilômetros (54,4 mi)                                                    |                                |               |                                                                       |                                                                       |                                              |                                              |
| 4 de março 00:36      | Aerobee XASR-SC-1                                                                     | Aerobee XASR-SC-1              |               | Complexo de lançamento 35 do Campo de Teste de Mísseis de White Sands | Complexo de lançamento 35 do Campo de Teste de Mísseis de White Sands | Exército dos Estados Unidos                  | Exército dos Estados Unidos                  |
| 4 de março 00:36      |                                                                                       |                                |               |                                                                       |                                                                       |                                              |                                              |
| 4 de março 00:36      |                                                                                       | Exército dos Estados Unidos    | Suborbital    | Aeronomia                                                             | 4 de março                                                            | Sucesso                                      |                                              |
| 4 de março 00:36      | Apogeu: 72,4 quilômetros (45,0 mi)                                                    |                                |               |                                                                       |                                                                       |                                              |                                              |
| 14 de março 20:43     | Aerobee RTV-A-1                                                                       | Aerobee RTV-A-1                |               | Complexo de lançamento A de Holloman                                  | Complexo de lançamento A de Holloman                                  | Força Aérea dos Estados Unidos               | Força Aérea dos Estados Unidos               |
| 14 de março 20:43     |                                                                                       |                                |               |                                                                       |                                                                       |                                              |                                              |
| 14 de março 20:43     |                                                                                       | Força Aérea dos Estados Unidos | Suborbital    | Solar radiation                                                       | 14 de março                                                           | Falha no lançamento                          |                                              |
| 14 de março 20:43     | Apogeu: 3,2 quilômetros (2,0 mi)                                                      |                                |               |                                                                       |                                                                       |                                              |                                              |
| 26 de abril 01:11     | XASR-SC-2                                                                             | XASR-SC-2                      |               | Complexo de lançamento 35 do Campo de Teste de Mísseis de White Sands | Complexo de lançamento 35 do Campo de Teste de Mísseis de White Sands | Marinha dos Estados Unidos                   | Marinha dos Estados Unidos                   |
| 26 de abril 01:11     |                                                                                       |                                |               |                                                                       |                                                                       |                                              |                                              |
| 26 de abril 01:11     |                                                                                       | Exército dos Estados Unidos    | Suborbital    | Atmospheric                                                           | 26 de abril                                                           | Sucesso                                      |                                              |
| 26 de abril 01:11     | Apogeu: 99,5 quilômetros (61,8 mi)                                                    |                                |               |                                                                       |                                                                       |                                              |                                              |
| 12 de maio 03:08      | Viking (primeiro modelo)                                                              | Viking (primeiro modelo)       |               | USS Norton Sound, PO-8                                                | USS Norton Sound, PO-8                                                | Marinha dos Estados Unidos                   | Marinha dos Estados Unidos                   |
| 12 de maio 03:08      |                                                                                       |                                |               |                                                                       |                                                                       |                                              |                                              |
| 12 de maio 03:08      | Viking 4                                                                              | Marinha dos Estados Unidos     | Suborbital    | Ionosférico Aeronomia                                                 | 12 de maio                                                            | Sucesso                                      |                                              |
| 12 de maio 03:08      | Apogeu: 171 quilômetros (110 mi):236                                                  |                                |               |                                                                       |                                                                       |                                              |                                              |
| 12 de maio 12:30      | Aerobee RTV-N-10                                                                      | Aerobee RTV-N-10               |               | Complexo de lançamento 35 do Campo de Teste de Mísseis de White Sands | Complexo de lançamento 35 do Campo de Teste de Mísseis de White Sands | Marinha dos Estados Unidos                   | Marinha dos Estados Unidos                   |
| 12 de maio 12:30      |                                                                                       |                                |               |                                                                       |                                                                       |                                              |                                              |
| 12 de maio 12:30      |                                                                                       | APL                            | Suborbital    | Física de partículas                                                  | 12 de maio                                                            | Sucesso                                      |                                              |
| 12 de maio 12:30      | Lançado de navio; apogeu: 88,1 quilômetros (54,7 mi)                                  |                                |               |                                                                       |                                                                       |                                              |                                              |
| 26 de maio 19:43      | Aerobee RTV-A-1                                                                       | Aerobee RTV-A-1                |               | Complexo de lançamento A de Holloman                                  | Complexo de lançamento A de Holloman                                  | Força Aérea dos Estados Unidos               | Força Aérea dos Estados Unidos               |
| 26 de maio 19:43      |                                                                                       |                                |               |                                                                       |                                                                       |                                              |                                              |
| 26 de maio 19:43      |                                                                                       | Força Aérea dos Estados Unidos | Suborbital    | Solar radiation                                                       | 26 de maio                                                            | Sucesso                                      |                                              |
| 26 de maio 19:43      | Apogeu: 67,6 quilômetros (42,0 mi)                                                    |                                |               |                                                                       |                                                                       |                                              |                                              |
| 2 de junho 17:07      | Aerobee RTV-A-1                                                                       | Aerobee RTV-A-1                |               | Complexo de lançamento A de Holloman                                  | Complexo de lançamento A de Holloman                                  | Força Aérea dos Estados Unidos               | Força Aérea dos Estados Unidos               |
| 2 de junho 17:07      |                                                                                       |                                |               |                                                                       |                                                                       |                                              |                                              |
| 2 de junho 17:07      |                                                                                       | Força Aérea dos Estados Unidos | Suborbital    | Solar radiation                                                       | 2 de junho                                                            | Sucesso                                      |                                              |
| 2 de junho 17:07      | Apogeu: 67,6 quilômetros (42,0 mi)                                                    |                                |               |                                                                       |                                                                       |                                              |                                              |
| 20 de junho 15:38     | Aerobee RTV-A-1                                                                       | Aerobee RTV-A-1                |               | Holloman AFB Launch Complex A                                         | Holloman AFB Launch Complex A                                         | Força Aérea dos Estados Unidos               | Força Aérea dos Estados Unidos               |
| 20 de junho 15:38     |                                                                                       |                                |               |                                                                       |                                                                       |                                              |                                              |
| 20 de junho 15:38     |                                                                                       | Força Aérea dos Estados Unidos | Suborbital    | Aeronomia                                                             | 20 de junho                                                           | Sucesso                                      |                                              |
| 20 de junho 15:38     | Apogeu: 92,6 quilômetros (57,5 mi)                                                    |                                |               |                                                                       |                                                                       |                                              |                                              |
| 14 de julho 08:39     | Aerobee XASR-SC-1                                                                     | Aerobee XASR-SC-1              |               | Complexo de lançamento 35 do Campo de Teste de Mísseis de White Sands | Complexo de lançamento 35 do Campo de Teste de Mísseis de White Sands | Exército dos Estados Unidos                  | Exército dos Estados Unidos                  |
| 14 de julho 08:39     |                                                                                       |                                |               |                                                                       |                                                                       |                                              |                                              |
| 14 de julho 08:39     |                                                                                       | Exército dos Estados Unidos    | Suborbital    | Aeronomia                                                             | 14 de julho                                                           | Sucesso                                      |                                              |
| 14 de julho 08:39     | Apogeu: 69,2 quilômetros (43,0 mi)                                                    |                                |               |                                                                       |                                                                       |                                              |                                              |
| 24 de julho 14:29     | Bumper                                                                                | Bumper                         |               | Complexo de lançamento 3 de Cabo Canaveral                            | Complexo de lançamento 3 de Cabo Canaveral                            | General Electric/Exército dos Estados Unidos | General Electric/Exército dos Estados Unidos |
| 24 de julho 14:29     |                                                                                       |                                |               |                                                                       |                                                                       |                                              |                                              |
| 24 de julho 14:29     | Bumper 8                                                                              | General Electric               | Suborbital    | Teste                                                                 | 24 de julho                                                           | Falha no lançamento                          |                                              |
| 24 de julho 14:29     | Primeiro lançamento de míssil do Cabo Canaveral; apogeu: 20 quilômetros (12 mi)       |                                |               |                                                                       |                                                                       |                                              |                                              |
| 29 de julho 11:25     | Bumper                                                                                | Bumper                         |               | Complexo de lançamento 3 de Cabo Canaveral                            | Complexo de lançamento 3 de Cabo Canaveral                            | General Electric/Exército dos Estados Unidos | General Electric/Exército dos Estados Unidos |
| 29 de julho 11:25     |                                                                                       |                                |               |                                                                       |                                                                       |                                              |                                              |
| 29 de julho 11:25     | Bumper 8                                                                              | General Electric               | Suborbital    | Teste                                                                 | 29 de julho                                                           | Falha no lançamento                          |                                              |
| 29 de julho 11:25     | Apogeu: 50 quilômetros (31 mi)                                                        |                                |               |                                                                       |                                                                       |                                              |                                              |
| 17 de agosto 15:45    | Aerobee RTV-N-10                                                                      | Aerobee RTV-N-10               |               | Complexo de lançamento 35 do Campo de Teste de Mísseis de White Sands | Complexo de lançamento 35 do Campo de Teste de Mísseis de White Sands | Marinha dos Estados Unidos                   | Marinha dos Estados Unidos                   |
| 17 de agosto 15:45    |                                                                                       |                                |               |                                                                       |                                                                       |                                              |                                              |
| 17 de agosto 15:45    |                                                                                       | APL                            | Suborbital    | Espectrometria                                                        | 17 de agosto                                                          | Sucesso                                      |                                              |
| 17 de agosto 15:45    | Apogeu: 101 quilômetros (63 mi)                                                       |                                |               |                                                                       |                                                                       |                                              |                                              |
| 31 de agosto 17:09    | V-2                                                                                   | V-2                            |               | Complexo de lançamento 33 do Campo de Teste de Mísseis de White Sands | Complexo de lançamento 33 do Campo de Teste de Mísseis de White Sands | General Electric/Exército dos Estados Unidos | General Electric/Exército dos Estados Unidos |
| 31 de agosto 17:09    |                                                                                       |                                |               |                                                                       |                                                                       |                                              |                                              |
| 31 de agosto 17:09    | Blossom IVG                                                                           | AMC                            | Suborbital    | Biológico                                                             | 31 de agosto                                                          | Sucesso                                      |                                              |
| 31 de agosto 17:09    | Apogeu: 137 quilômetros (85 mi), carregou um rato                                     |                                |               |                                                                       |                                                                       |                                              |                                              |
| 1 de outubro          | R-2                                                                                   | R-2                            |               | Kapustin Yar                                                          | Kapustin Yar                                                          | OKB-1                                        | OKB-1                                        |
| 1 de outubro          |                                                                                       |                                |               |                                                                       |                                                                       |                                              |                                              |
| 1 de outubro          |                                                                                       | OKB-1                          | Suborbital    | Teste de míssil                                                       | 1 de outubro                                                          | Falha parcial                                |                                              |
| 1 de outubro          | Lançamento inaugural do protótipo do míssil R-2; alvo perdido                         |                                |               |                                                                       |                                                                       |                                              |                                              |
| 1 de outubro          | R-2                                                                                   | R-2                            |               | Kapustin Yar                                                          | Kapustin Yar                                                          | OKB-1                                        | OKB-1                                        |
| 1 de outubro          |                                                                                       |                                |               |                                                                       |                                                                       |                                              |                                              |
| 1 de outubro          |                                                                                       | OKB-1                          | Suborbital    | Teste de míssil                                                       | 1 de outubro                                                          | Falha parcial                                |                                              |
| 1 de outubro          | Alvo perdido                                                                          |                                |               |                                                                       |                                                                       |                                              |                                              |
| 12 de outubro 19:36   | Aerobee RTV-A-1                                                                       | Aerobee RTV-A-1                |               | Complexo de lançamento A de Holloman                                  | Complexo de lançamento A de Holloman                                  | Força Aérea dos Estados Unidos               | Força Aérea dos Estados Unidos               |
| 12 de outubro 19:36   |                                                                                       |                                |               |                                                                       |                                                                       |                                              |                                              |
| 12 de outubro 19:36   |                                                                                       | Força Aérea dos Estados Unidos | Suborbital    | Fotografia                                                            | 12 de outubro                                                         | Sucesso                                      |                                              |
| 12 de outubro 19:36   | Apogeu: 91,3 quilômetros (56,7 mi)                                                    |                                |               |                                                                       |                                                                       |                                              |                                              |
| 17 de outubro 04:00   | XASR-SC-2                                                                             | XASR-SC-2                      |               | Complexo de lançamento 35 do Campo de Teste de Mísseis de White Sands | Complexo de lançamento 35 do Campo de Teste de Mísseis de White Sands | Marinha dos Estados Unidos                   | Marinha dos Estados Unidos                   |
| 17 de outubro 04:00   |                                                                                       |                                |               |                                                                       |                                                                       |                                              |                                              |
| 17 de outubro 04:00   |                                                                                       | Exército dos Estados Unidos    | Suborbital    | Aeronomia                                                             | 17 de outubro                                                         | Sucesso                                      |                                              |
| 17 de outubro 04:00   | Apogeu: 80,5 quilômetros (50,0 mi)                                                    |                                |               |                                                                       |                                                                       |                                              |                                              |
| 18 de outubro 04:30   | XASR-SC-2                                                                             | XASR-SC-2                      |               | Complexo de lançamento 35 do Campo de Teste de Mísseis de White Sands | Complexo de lançamento 35 do Campo de Teste de Mísseis de White Sands | Marinha dos Estados Unidos                   | Marinha dos Estados Unidos                   |
| 18 de outubro 04:30   |                                                                                       |                                |               |                                                                       |                                                                       |                                              |                                              |
| 18 de outubro 04:30   |                                                                                       | Exército dos Estados Unidos    | Suborbital    | Aeronomia                                                             | 18 de outubro                                                         | Sucesso                                      |                                              |
| 18 de outubro 04:30   | Apogeu: 85 quilômetros (53 mi)                                                        |                                |               |                                                                       |                                                                       |                                              |                                              |
| 21 de outubro         | R-2                                                                                   | R-2                            |               | Kapustin Yar                                                          | Kapustin Yar                                                          | OKB-1                                        | OKB-1                                        |
| 21 de outubro         |                                                                                       |                                |               |                                                                       |                                                                       |                                              |                                              |
| 21 de outubro         |                                                                                       | OKB-1                          | Suborbital    | Teste de míssil                                                       | 21 de outubro                                                         | Falha parcial                                |                                              |
| 21 de outubro         | Alvo perdido                                                                          |                                |               |                                                                       |                                                                       |                                              |                                              |
| 26 de outubro 23:02   | V-2                                                                                   | V-2                            |               | Complexo de lançamento 33 do Campo de Teste de Mísseis de White Sands | Complexo de lançamento 33 do Campo de Teste de Mísseis de White Sands | General Electric/Exército dos Estados Unidos | General Electric/Exército dos Estados Unidos |
| 26 de outubro 23:02   |                                                                                       |                                |               |                                                                       |                                                                       |                                              |                                              |
| 26 de outubro 23:02   |                                                                                       | Ballistic Research Laboratory  | Suborbital    |                                                                       | 26 de outubro                                                         | Falha no lançamento                          |                                              |
| 26 de outubro 23:02   | Apogeu: 8,1 quilômetros (5,0 mi)                                                      |                                |               |                                                                       |                                                                       |                                              |                                              |
| 27 de outubro 13:30   | XASR-SC-2                                                                             | XASR-SC-2                      |               | Complexo de lançamento 35 do Campo de Teste de Mísseis de White Sands | Complexo de lançamento 35 do Campo de Teste de Mísseis de White Sands | Marinha dos Estados Unidos                   | Marinha dos Estados Unidos                   |
| 27 de outubro 13:30   |                                                                                       |                                |               |                                                                       |                                                                       |                                              |                                              |
| 27 de outubro 13:30   |                                                                                       | Exército dos Estados Unidos    | Suborbital    | Aeronomia                                                             | 27 de outubro                                                         | Sucesso                                      |                                              |
| 27 de outubro 13:30   | Apogeu: 80,2 quilômetros (49,8 mi)                                                    |                                |               |                                                                       |                                                                       |                                              |                                              |
| 1 de novembro         | R-2                                                                                   | R-2                            |               | Kapustin Yar                                                          | Kapustin Yar                                                          | OKB-1                                        | OKB-1                                        |
| 1 de novembro         |                                                                                       |                                |               |                                                                       |                                                                       |                                              |                                              |
| 1 de novembro         |                                                                                       | OKB-1                          | Suborbital    | Teste de míssil                                                       | 1 de novembro                                                         | Falha parcial                                |                                              |
| 1 de novembro         | Alvo perdido                                                                          |                                |               |                                                                       |                                                                       |                                              |                                              |
| 1 de novembro         | R-2                                                                                   | R-2                            |               | Kapustin Yar                                                          | Kapustin Yar                                                          | OKB-1                                        | OKB-1                                        |
| 1 de novembro         |                                                                                       |                                |               |                                                                       |                                                                       |                                              |                                              |
| 1 de novembro         |                                                                                       | OKB-1                          | Suborbital    | Teste de míssil                                                       | 1 de novembro                                                         | Falha parcial                                |                                              |
| 1 de novembro         | Alvo perdido                                                                          |                                |               |                                                                       |                                                                       |                                              |                                              |
| 1 de novembro         | R-2                                                                                   | R-2                            |               | Kapustin Yar                                                          | Kapustin Yar                                                          | OKB-1                                        | OKB-1                                        |
| 1 de novembro         |                                                                                       |                                |               |                                                                       |                                                                       |                                              |                                              |
| 1 de novembro         |                                                                                       | OKB-1                          | Suborbital    | Teste de míssil                                                       | 1 de novembro                                                         | Falha parcial                                |                                              |
| 1 de novembro         | Alvo perdido                                                                          |                                |               |                                                                       |                                                                       |                                              |                                              |
| 1 de novembro         | R-2                                                                                   | R-2                            |               | Kapustin Yar                                                          | Kapustin Yar                                                          | OKB-1                                        | OKB-1                                        |
| 1 de novembro         |                                                                                       |                                |               |                                                                       |                                                                       |                                              |                                              |
| 1 de novembro         |                                                                                       | OKB-1                          | Suborbital    | Teste de míssil                                                       | 1 de novembro                                                         | Falha parcial                                |                                              |
| 1 de novembro         | Alvo perdido                                                                          |                                |               |                                                                       |                                                                       |                                              |                                              |
| 1 de novembro         | R-2                                                                                   | R-2                            |               | Kapustin Yar                                                          | Kapustin Yar                                                          | OKB-1                                        | OKB-1                                        |
| 1 de novembro         |                                                                                       |                                |               |                                                                       |                                                                       |                                              |                                              |
| 1 de novembro         |                                                                                       | OKB-1                          | Suborbital    | Teste de míssil                                                       | 1 de novembro                                                         | Falha parcial                                |                                              |
| 1 de novembro         | Alvo perdido                                                                          |                                |               |                                                                       |                                                                       |                                              |                                              |
| 2 de novembro 16:29   | Aerobee RTV-A-1                                                                       | Aerobee RTV-A-1                |               | Complexo de lançamento A de Holloman                                  | Complexo de lançamento A de Holloman                                  | Força Aérea dos Estados Unidos               | Força Aérea dos Estados Unidos               |
| 2 de novembro 16:29   |                                                                                       |                                |               |                                                                       |                                                                       |                                              |                                              |
| 2 de novembro 16:29   |                                                                                       | Força Aérea dos Estados Unidos | Suborbital    | Pesquisa de brilho de ar                                              | 2 de novembro                                                         | Sucesso                                      |                                              |
| 2 de novembro 16:29   | Apogeu: 91,8 quilômetros (57,0 mi)                                                    |                                |               |                                                                       |                                                                       |                                              |                                              |
| 9 de novembro         | Hermes B-1                                                                            | Hermes B-1                     |               | Complexo de lançamento 33 do Campo de Teste de Mísseis de White Sands | Complexo de lançamento 33 do Campo de Teste de Mísseis de White Sands | Exército dos Estados Unidos                  | Exército dos Estados Unidos                  |
| 9 de novembro         |                                                                                       |                                |               |                                                                       |                                                                       |                                              |                                              |
| 9 de novembro         | Hermes II                                                                             | Exército dos Estados Unidos    | Suborbital    | Teste de míssil                                                       | 9 de novembro                                                         | Sucesso parcial                              |                                              |
| 9 de novembro         | Lançamento do Projeto Hermes, apogeu: 150 quilômetros (93 mi)                         |                                |               |                                                                       |                                                                       |                                              |                                              |
| 21 de novembro 17:18  | Viking (primeiro modelo)                                                              | Viking (primeiro modelo)       |               | Área de lançamento 1 do Exército de White Sands                       | Área de lançamento 1 do Exército de White Sands                       | Marinha dos Estados Unidos                   | Marinha dos Estados Unidos                   |
| 21 de novembro 17:18  |                                                                                       |                                |               |                                                                       |                                                                       |                                              |                                              |
| 21 de novembro 17:18  | Viking 5                                                                              | NRL                            | Suborbital    | Solar Ionosférico                                                     | 21 de novembro                                                        | Sucesso                                      |                                              |
| 21 de novembro 17:18  | Apogeu: 174 quilômetros (110 mi):236                                                  |                                |               |                                                                       |                                                                       |                                              |                                              |
| 1 de dezembro         | R-2                                                                                   | R-2                            |               | Kapustin Yar                                                          | Kapustin Yar                                                          | OKB-1                                        | OKB-1                                        |
| 1 de dezembro         |                                                                                       |                                |               |                                                                       |                                                                       |                                              |                                              |
| 1 de dezembro         |                                                                                       | OKB-1                          | Suborbital    | Teste de míssil                                                       | 1 de dezembro                                                         | Falha parcial                                |                                              |
| 1 de dezembro         | Alvo perdido                                                                          |                                |               |                                                                       |                                                                       |                                              |                                              |
| 1 de dezembro         | R-2                                                                                   | R-2                            |               | Kapustin Yar                                                          | Kapustin Yar                                                          | OKB-1                                        | OKB-1                                        |
| 1 de dezembro         |                                                                                       |                                |               |                                                                       |                                                                       |                                              |                                              |
| 1 de dezembro         |                                                                                       | OKB-1                          | Suborbital    | Teste de míssil                                                       | 1 de dezembro                                                         | Falha parcial                                |                                              |
| 1 de dezembro         | Alvo perdido                                                                          |                                |               |                                                                       |                                                                       |                                              |                                              |
| 1 de dezembro         | R-2                                                                                   | R-2                            |               | Kapustin Yar                                                          | Kapustin Yar                                                          | OKB-1                                        | OKB-1                                        |
| 1 de dezembro         |                                                                                       |                                |               |                                                                       |                                                                       |                                              |                                              |
| 1 de dezembro         |                                                                                       | OKB-1                          | Suborbital    | Teste de míssil                                                       | 1 de dezembro                                                         | Falha parcial                                |                                              |
| 1 de dezembro         | Alvo perdido                                                                          |                                |               |                                                                       |                                                                       |                                              |                                              |
| 11 de dezembro 17:04  | XASR-SC-2                                                                             | XASR-SC-2                      |               | Complexo de lançamento 35 do Campo de Teste de Mísseis de White Sands | Complexo de lançamento 35 do Campo de Teste de Mísseis de White Sands | Marinha dos Estados Unidos                   | Marinha dos Estados Unidos                   |
| 11 de dezembro 17:04  |                                                                                       |                                |               |                                                                       |                                                                       |                                              |                                              |
| 11 de dezembro 17:04  |                                                                                       | Exército dos Estados Unidos    | Suborbital    | Aeronomia                                                             | 11 de dezembro                                                        | Sucesso                                      |                                              |
| 11 de dezembro 17:04  | Apogeu: 83,9 quilômetros (52,1 mi)                                                    |                                |               |                                                                       |                                                                       |                                              |                                              |
| 12 de dezembro 04:06  | XASR-SC-2                                                                             | XASR-SC-2                      |               | Complexo de lançamento 35 do Campo de Teste de Mísseis de White Sands | Complexo de lançamento 35 do Campo de Teste de Mísseis de White Sands | Marinha dos Estados Unidos                   | Marinha dos Estados Unidos                   |
| 12 de dezembro 04:06  |                                                                                       |                                |               |                                                                       |                                                                       |                                              |                                              |
| 12 de dezembro 04:06  |                                                                                       | Exército dos Estados Unidos    | Suborbital    | Aeronomia                                                             | 12 de dezembro                                                        | Sucesso                                      |                                              |
| 12 de dezembro 04:06  | Apogeu: 84 quilômetros (52 mi)                                                        |                                |               |                                                                       |                                                                       |                                              |                                              |
| 12 de dezembro 07:04  | Viking (primeiro modelo)                                                              | Viking (primeiro modelo)       |               | Área de lançamento 1 do Exército de White Sands                       | Área de lançamento 1 do Exército de White Sands                       | Marinha dos Estados Unidos                   | Marinha dos Estados Unidos                   |
| 12 de dezembro 07:04  |                                                                                       |                                |               |                                                                       |                                                                       |                                              |                                              |
| 12 de dezembro 07:04  | Viking 6                                                                              | Marinha dos Estados Unidos     | Suborbital    |                                                                       | 12 de dezembro                                                        | Falha no lançamento                          |                                              |
| 12 de dezembro 07:04  | Apogeu: 64 quilômetros (40 mi):236                                                    |                                |               |                                                                       |                                                                       |                                              |                                              |
| 12 de dezembro 09:10  | XASR-SC-2                                                                             | XASR-SC-2                      |               | Complexo de lançamento 35 do Campo de Teste de Mísseis de White Sands | Complexo de lançamento 35 do Campo de Teste de Mísseis de White Sands | Marinha dos Estados Unidos                   | Marinha dos Estados Unidos                   |
| 12 de dezembro 09:10  |                                                                                       |                                |               |                                                                       |                                                                       |                                              |                                              |
| 12 de dezembro 09:10  |                                                                                       | Exército dos Estados Unidos    | Suborbital    | Aeronomia                                                             | 12 de dezembro                                                        | Sucesso                                      |                                              |
| 12 de dezembro 09:10  | Apogeu: 77 quilômetros (48 mi)                                                        |                                |               |                                                                       |                                                                       |                                              |                                              |
| 12 de dezembro 18:26  | Aerobee RTV-A-1                                                                       | Aerobee RTV-A-1                |               | Complexo de lançamento A de Holloman                                  | Complexo de lançamento A de Holloman                                  | ARDC                                         | ARDC                                         |
| 12 de dezembro 18:26  |                                                                                       |                                |               |                                                                       |                                                                       |                                              |                                              |
| 12 de dezembro 18:26  |                                                                                       | ARDC                           | Suborbital    |                                                                       | 12 de dezembro                                                        | Sucesso                                      |                                              |
| 12 de dezembro 18:26  | Apogeu: 106 quilômetros (66 mi)                                                       |                                |               |                                                                       |                                                                       |                                              |                                              |
| 19 de dezembro 18:52  | XASR-SC-2                                                                             | XASR-SC-2                      |               | Complexo de lançamento 35 do Campo de Teste de Mísseis de White Sands | Complexo de lançamento 35 do Campo de Teste de Mísseis de White Sands | Marinha dos Estados Unidos                   | Marinha dos Estados Unidos                   |
| 19 de dezembro 18:52  |                                                                                       |                                |               |                                                                       |                                                                       |                                              |                                              |
| 19 de dezembro 18:52  |                                                                                       | Exército dos Estados Unidos    | Suborbital    | Aeronomia                                                             | 19 de dezembro                                                        | Sucesso                                      |                                              |
| 19 de dezembro 18:52  | Apogeu: 81,9 quilômetros (50,9 mi)                                                    |                                |               |                                                                       |                                                                       |                                              |                                              |
| 20 de dezembro        | R-2                                                                                   | R-2                            |               | Kapustin Yar                                                          | Kapustin Yar                                                          | OKB-1                                        | OKB-1                                        |
| 20 de dezembro        |                                                                                       |                                |               |                                                                       |                                                                       |                                              |                                              |
| 20 de dezembro        |                                                                                       | OKB-1                          | Suborbital    | Teste de míssil                                                       | 20 de dezembro                                                        | Falha parcial                                |                                              |
| 20 de dezembro        | Lançamento final de uma série de 12 lançamentos de protótipos; alvo perdido           |                                |               |                                                                       |                                                                       |                                              |                                              |

## Resumo dos lançamentos suborbitais (1945-1950)

### Por país
- Reino Unido: 3
- União Soviética: 63
- Estados Unidos: 132

| País            | Lançamentos | Sucessos | Falhas | Falhas parciais |
| --------------- | ----------- | -------- | ------ | --------------- |
| Reino Unido     | 3           | 2        | 0      | 1               |
| União Soviética | 63          | 36       | 8      | 9               |
| Estados Unidos  | 132         | 82       | 34     | 16              |

### Por foguete
- V-2 Americano
- V-2 Soviético
- V-2 Britânico
- Bumper
- Viking (primeiro modelo)
- Aerobee RTV-N-8
- Aerobee RTV-N-10
- Aerobee XASR-SC-1
- Aerobee XASR-SC-2
- Aerobee RTV-A-1
- R-1
- R-1A
- R-2

| Foguete                  | País            | Lançamentos | Sucessos | Falhas | Falhas parciais | Observações                      |
| ------------------------ | --------------- | ----------- | -------- | ------ | --------------- | -------------------------------- |
| V-2                      | Estados Unidos  | 72          | 37       | 20     | 15              | Lançamento inaugural             |
| Bumper                   | Estados Unidos  | 8           | 2        | 6      | 0               | Lançamento inaugural             |
| Viking (primeiro modelo) | Estados Unidos  | 6           | 2        | 3      | 1               | Lançamento inaugural             |
| Aerobee RTV-N-8          | Estados Unidos  | 17          | 14       | 3      | 0               | Lançamento inaugural, aposentado |
| Aerobee RTV-N-10         | Estados Unidos  | 4           | 4        | 0      | 0               | Lançamento inaugural             |
| Aerobee XASR-SC-1        | Estados Unidos  | 8           | 8        | 0      | 0               | Lançamento inaugural             |
| Aerobee XASR-SC-2        | Estados Unidos  | 8           | 8        | 0      | 0               | Lançamento inaugural             |
| Aerobee RTV-A-1          | Estados Unidos  | 9           | 7        | 2      | 0               | Lançamento inaugural             |
| V-2                      | Reino Unido     | 3           | 2        | 0      | 1               | Lançamento inaugural             |
| V-2                      | União Soviética | 11          | 4        | 4      | 3               | Lançamento inaugural, aposentado |
| R-1                      | União Soviética | 29          | 25       | 4      | 0               | Lançamento inaugural             |
| R-1A                     | União Soviética | 6           | 4        | 0      | 2               | Lançamento inaugural             |
| R-2                      | União Soviética | 5           | 3        | 0      | 2               | Lançamento inaugural             |